# 대구광역시의 지질

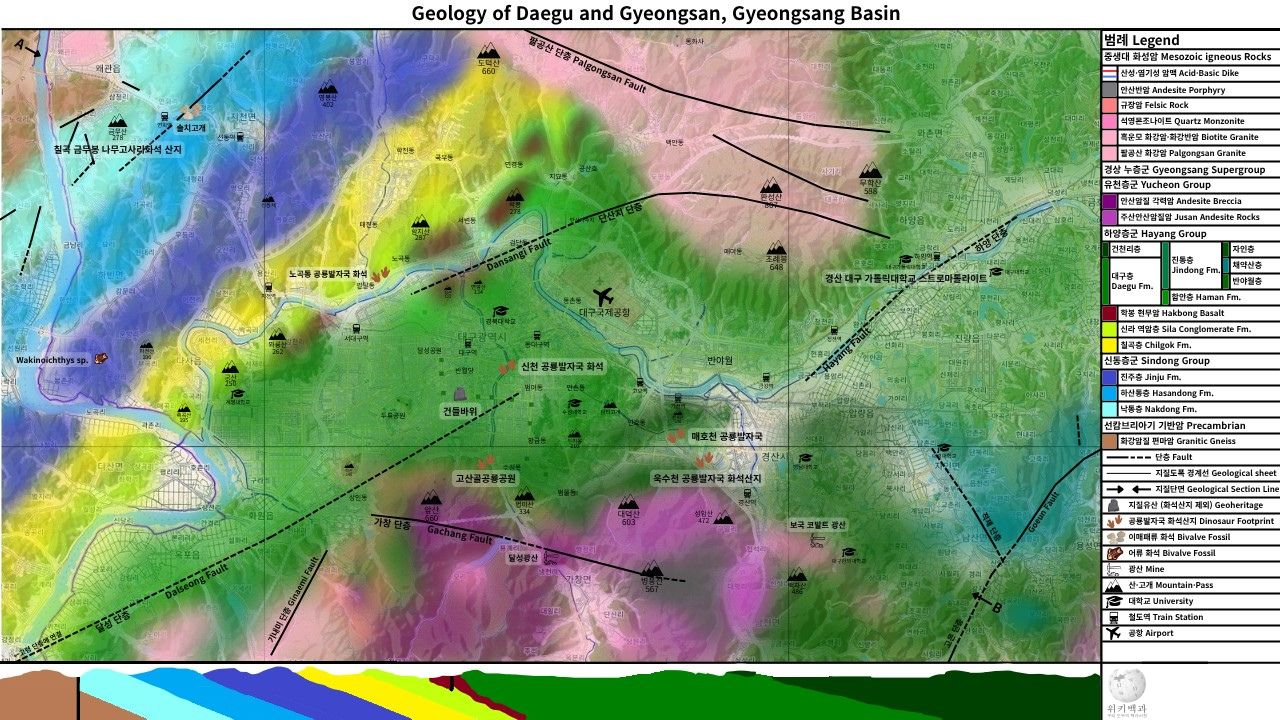
대구광역시와 경상북도 경산시의 지질 분포도

이 문서에서는 대구광역시의 지질에 대해 서술한다.

## 개요
중생대에 형성된 퇴적 분지 경상 분지의 한가운데에 위치하는 대구광역시는 전 지역의 지질이 중생대의 퇴적암 경상 누층군과 중생대의 화강암 팔공산 화강암으로 구성된다. 경상 누층군은 신동층군 낙동층에서 하양층군 진동층, 건천리층 그리고 유천층군까지 분포하며 팔공산 일대에는 중생대 백악기의 불국사 화강암에 속하는 팔공산 화강암이 경상 누층군을 관입하였다..
대구광역시의 지질은 일제강점기 시기인 1920년대에 최초로 조사되었다. 일본인 지질학자 다테이와 이와오(立岩巖)는 1922~1929년에 걸쳐 칠곡군, 대구광역시에서 경주시를 거쳐 포항시에 이르는 지역의 지질을 조사하고 연일, 구룡포, 조양 등 3개 도폭 및 왜관, 대구, 영천, 경주의 4개 도폭 등 1:5만 축척의 7개 도폭을 완성하다. 이 시기 경상 누층군은 낙동통, 신라통, 불국사통으로 분류되었으나 이후 화산 쇄설물의 포함 정도를 근거로 하여 신동층군, 하양층군, 유천층군으로 재분류되었다. 이 과정에서 원래 낙동통에 속해있던 낙동층, 하산동층, 진주층이 신동층군으로 정해지고, 그 상부의 화산암류를 제외한 나머지 지층들은 하양층군으로 정해졌다.
경상 누층군 층서 (1929년과 1975년 이후)
| 대구-경주 지역 타테이와(1929) | 대구-경주 지역 타테이와(1929) | 대구-경주 지역 타테이와(1929) | 경상 분지 장기홍(1975) | 경상 분지 장기홍(1975) | 경상 분지 장기홍(1975) |
| ----------------------------- | ----------------------------- | ----------------------------- | ---------------------- | ---------------------- | ---------------------- |
| 경상계                        | 불국사통                      | 불국사 화강암                 | 관입암 복합체          | 불국사 관입암군        | 경상 누층군            |
| 경상계                        | 신라통                        | 주사산 빈암층                 | 화산암 복합체          | 유천층군               | 경상 누층군            |
| 경상계                        | 신라통                        | 건천리층                      | 진동층                 | 하양층군               | 경상 누층군            |
| 경상계                        | 신라통                        | 채약산 빈암층                 | 진동층                 | 하양층군               | 경상 누층군            |
| 경상계                        | 신라통                        | 대구층                        | 진동층                 | 하양층군               | 경상 누층군            |
| 경상계                        | 신라통                        | 학봉 빈암층                   | 함안층                 | 하양층군               | 경상 누층군            |
| 경상계                        | 신라통                        | 신라 역암층                   | 신라 역암층            | 하양층군               | 경상 누층군            |
| 경상계                        | 낙동통                        | 칠곡층                        | 칠곡층                 | 하양층군               | 경상 누층군            |
| 경상계                        | 낙동통                        | 진주층                        | 진주층                 | 신동층군               | 경상 누층군            |
| 경상계                        | 낙동통                        | 하산동층                      | 하산동층               | 신동층군               | 경상 누층군            |
| 경상계                        | 낙동통                        | 낙동층                        | 낙동층                 | 신동층군               | 경상 누층군            |

아래의 문단에서, 일본어와 기울인 글씨는 1920년대에 조선총독부 지질조사소에 의해 대구 일대의 지질이 조사되었을 당시 명명된 지층의 일본식 명칭이다.

## 경상 누층군신동층군
경상 누층군 신동층군(Gyeongsang Supergroup Sindong Group)은 경상 누층군의 최하부 지층으로, 하부에서부터 낙동층, 하산동층, 진주층(=동명층, 최상부 지층)으로 구분되어 그 총 두께는 2,300m에 달한다. 경상분지 발달 초기에 영남 지괴와 접한 분지의 서쪽 가장자리를 따라 부정합 관계로 신동층군이 퇴적되었으며 화산 물질을 거의 포함하지 않는다. 대구광역시 내에서는 하산동층과 진주층이 달성군 다사읍 북서부와 하빈면, 북구 북쪽 끝 지역인 읍내동과 동호동 일부 지역에만 소규모 분포한다.

### 낙동층
낙동층(Nakdong formation)은 경상 누층군 신동층군 최하부의 지층으로 경상 분지 가장 서쪽에서 상주시에서 광양시까지 측방으로 약 200 km 연장되며 분포한다. 대구광역시 내에서는 군위군 소보면 지역에 분포하며 만경산층원과 금당리층원으로 구분된다. 소보면 서부의 만경산층원은 다시 상, 중, 하부로 세분되며 역암, 사암, 셰일 등으로 구성된다. 소보면 동부의 금당리층원은 역질사암, 역암, 녹회색 니질(泥質)사암으로 구성되며 130매의 녹/암회색 내지 흑색 셰일, 실트스톤 및 니질암을 협재한다.

### 하산동층
하산동층(Hasandong Formation, kasando formation, 霞山洞層)은 신동층군 낙동층 상위의 지층이며, 타테이와 이와오(1929)에 의해 왜관도폭의 하산동 마을(현재의 대구광역시 하빈면 하산리)에서 명명되었다. 
군위 지질도폭(1981)에 의하면 두께 약 700 m이며 사암, 셰일, 자색(赭色) 셰일 또는 미사암, 역질사암 및 역암으로 구성된다. 자색 셰일을 특징적으로 함유하며 본 지층 내에는 평균 두께 1.5 m의 자색층이 약 20매 협재한다. 도폭 내에서 의성군 비안면 화신리, 봉양면 남서부 신평리, 안평리, 화전리, 도원리 서부, 군위군 군위읍 중부 일대에 분포한다.
대율 지질도폭(1981)에 의하면 사암 내지 역질사암 및 이암이 우세하며 자색층의 협재로서 낙동층 및 진주층과 구별된다. 구미시 장천면-군위군 효령면 지역의 하산동층 중부에는 비교적 연속성이 양호한 백색 역암 내지 역질사암이 나타난다. 이 층을 추적하면 저색층 협재에 의한 본래의 하산동층의 경계선과 사교하는 것으로 나타난다. 하산동층에 협재되는 역암은 연화동층(낙동층)의 역암과 비슷하다. 하산동층의 주향은 북동 10~30°, 경사는 남동 5~15° 이다. 하산동층 중부, 즉 효령면 내이리-장천면 묵어리 간 산지의 산허리에 나타나는 70 m 이상의 두께를 갖는 역암 또는 역질사암은 주목할 만하다. 이는 흰색의 띠가 산허리를 두른 것 같아 추적하기 쉽다. 이는 낙동, 의성도폭에서 하산동층을 다인층원과 문암산층원으로 구분하는데 기준으로 삼았던 문암산층원의 기저 역암에 대비되는 것으로 생각되나 확실치 않다. 그 이유는 이 기저역암이 낙동도폭에서 의성도폭을 지나 군위도폭에서도 추적되는지의 여부가 확실치 않고 이 역암층 외에도 이와 비슷한 흰색의 역암층이 다른 층준에서도 나타나기 때문이다.
왜관-대구 지질도폭(1928)에 의하면 주로 이암, 셰일, 사암, 역암으로 주로 붉은색을 띠며 일부 이암과 셰일은 석회질(calcareous)이다. 북동 주향에 경사는 남동 14 내지 25°이다. 전체 두께는 약 1,300 m이다. 대구광역시 북서부 지역에서 성주군 용암면 상언리에서 문명리, 선남면 도성리, 대구광역시 달성군 하빈면 북서부, 칠곡군 지천면 연화리, 창평리에 이르기까지 분포한다.
대구광역시의 하산동층
- 대구광역시 군위군 효령면 장군리 녹동길 도로변 (이하 동일)
북위 36° 07′ 31.0″ 동경 128° 34′ 02.0″ / 북위 36.125278°  동경 128.567222°
- 대구광역시 달성군 하빈면 기곡리 산 34-1
북위 35° 55′ 47.44″ 동경 128° 27′ 14.76″ / 북위 35.9298444°  동경 128.4541000°
- 대구광역시 달성군 하빈면 묘리 산 45
북위 35° 54′ 22.2″ 동경 128° 24′ 40.4″ / 북위 35.906167°  동경 128.411222°

### 진주층
진주층(Jinju formation, Shinshu formation, 晋州層)은 신동층군의 최상부 지층으로, 서쪽의 낙동층, 하산동층과 평행하게 안동시 서부에서 대구를 지나 진주시까지 이어져 분포한다. 진주층 사암의 쇄설성 U-Pb 저어콘 연대로 알비절(99.6-112.0 Ma)에 해당하는 106.0±1.9 Ma 이 보고되었으며 진주층의 최하부 역질 사암의 쇄설성 저어콘에 대한 SHRIMP U-Pb 연대 측정 결과 112.4±1.3 Ma 을 보여 이 지층은 중생대 백악기 압티안(Aptian) 후기에서  알비안 (Albian) 초기까지  퇴적이  진행된 것으로 보인다. 진주층은 경상 누층군의 지층 중 체구(體軀)화석의 산출이 가장 많은 지층으로, 다양한 종류의 무척추동물 화석과 척추동물 화석(어류와 공룡)의 산출이 보고되었으며, 근래에는 공룡과 익룡, 파충류, 양서류, 포유류 등의 다양한 척추동물 발자국과 무척추동물 생흔화석 등이 보고되었다. 이와 함께 여러 종류의 겉씨식물 잎화석이 진주층에서 산출한다. 진주층의 두께는 경상남도 진주시 지역에서 가장 두껍게 나타난다.
대구시 지역에서는 흑색 셰일, 녹색 이암, 사암 또는 회색 사암, 흑색/회색 이암 및 셰일과 회색의 이회암으로 구성되며 곳에 따라 무연탄을 협재한다. 사암은 상향 세립화 경향을 보이며 괴상(塊狀)의 층리 및 대규모 사층리도 관찰된다. 사암은 대개 역질(礫質; conglomeratic)이며 일부 흑색 셰일은 연흔(Ripple marks) 구조를 보인다. 전체 두께는 약 1,000 m이다. 주향은 대개 북동이며 경사는 남동 10~30° 정도이다. 대구광역시 내에서는 대구광역시 달성군 다사읍 문양리와 하빈면 동곡리에서 하빈천 남동쪽에 해당하는 하빈면 감문리, 현내리와 무등리 남동부, 북구 관음동과 읍내동 북서부와 동호동의 대부분 지역에 분포한다. 특히 하빈면 동곡리에서 다수의 노두가 발견된다. 대구광역시 달성군 하빈면의 진주층에서는 어류, 곤충, 식물 화석이 발견된다. 어류 화석의 경우, Wakinoichthys sp. 의 화석이 동곡리의 국도변 노두에서 발견되었다.
대구광역시 달성군 하빈면 현내리 진주식당(북위 35° 54′ 00.1″ 동경 128° 26′ 39.6″ / 북위 35.900028°  동경 128.444333° , 지번: 하빈면 현내리 산 24-3~24-6/도로명주소: 하빈면 하빈로82길 13)에서 하빈리82길 도로 공사로 아래 사진과 같이 진주층의 좋은 노두가 드러났다.
대구광역시 달성군 하빈면 현내리 하빈로82길 도로 절개사면의 노두
- 북위 35° 54′ 00.24″ 동경 128° 26′ 39.71″ / 북위 35.9000667°  동경 128.4443639°
- 북위 35° 54′ 00.1″ 동경 128° 26′ 39.6″ / 북위 35.900028°  동경 128.444333°
- 북위 35° 53′ 59.67″ 동경 128° 26′ 39.64″ / 북위 35.8999083°  동경 128.4443444°
- 하부 사암과 상부 셰일
북위 35° 53′ 59.76″ 동경 128° 26′ 39.75″ / 북위 35.8999333°  동경 128.4443750°
- 북위 35° 53′ 59.59″ 동경 128° 26′ 39.72″ / 북위 35.8998861°  동경 128.4443667°
- 북위 35° 53′ 59.7″ 동경 128° 26′ 39.9″ / 북위 35.899917°  동경 128.444417°
- 북위 35° 53′ 59.3″ 동경 128° 26′ 38.8″ / 북위 35.899806°  동경 128.444111°

대구광역시 달성군 지역의 진주층 노두
- 대구광역시의 지질―파란색이 진주층
- 하빈면 동곡리 산 9-1 달구벌대로55길 도로변
북위 35° 52′ 23.91″ 동경 128° 25′ 20.12″ / 북위 35.8733083°  동경 128.4222556°
- 하빈면 동곡리 1153-2
북위 35° 51′ 09.9″ 동경 128° 25′ 03.83″ / 북위 35.852750°  동경 128.4177306°
- 하빈면 동곡리 1153-2
북위 35° 51′ 11.2″ 동경 128° 25′ 02.25″ / 북위 35.853111°  동경 128.4172917°
- 하빈면 봉촌리 17-3/하빈남로 233
북위 35° 51′ 36.32″ 동경 128° 24′ 32.82″ / 북위 35.8600889°  동경 128.4091167°
- 하빈면 봉촌리 231-4
북위 35° 51′ 47.38″ 동경 128° 24′ 14.58″ / 북위 35.8631611°  동경 128.4040500°
- 하빈면 봉촌리 1171
북위 35° 51′ 50.13″ 동경 128° 24′ 13.7″ / 북위 35.8639250°  동경 128.403806°
- 하빈면 봉촌리 1171
북위 35° 51′ 49.95″ 동경 128° 24′ 13.25″ / 북위 35.8638750°  동경 128.4036806°
- 하빈면 봉촌리 333-1
북위 35° 52′ 08.59″ 동경 128° 24′ 17.72″ / 북위 35.8690528°  동경 128.4049222°
- 하빈면 봉촌리 산 1, 하빈천 동측 도로변
북위 35° 52′ 36.96″ 동경 128° 24′ 33.16″ / 북위 35.8769333°  동경 128.4092111°
- 하빈면 감문리 산 3
북위 35° 53′ 37.93″ 동경 128° 26′ 47.94″ / 북위 35.8938694°  동경 128.4466500°
- 다사읍 이천리 산 45-1
북위 35° 53′ 26.44″ 동경 128° 26′ 53.75″ / 북위 35.8906778°  동경 128.4482639°
- 동곡사거리 남동쪽 760 m 지점 국도 제30호선 진입로 도로 절개사면
대구광역시 달성군 하빈면 동곡리 산 12-4 (이하 동일)
- 북위 35° 52′ 19.3″ 동경 128° 25′ 19.0″ / 북위 35.872028°  동경 128.421944°
- 북위 35° 52′ 19.9″ 동경 128° 25′ 18.6″ / 북위 35.872194°  동경 128.421833°
- 사암과 셰일의 교호
북위 35° 52′ 20.4″ 동경 128° 25′ 18.3″ / 북위 35.872333°  동경 128.421750°
- 북위 35° 52′ 20.8″ 동경 128° 25′ 18.4″ / 북위 35.872444°  동경 128.421778°
- 하빈면 동곡리 100-2, 달구벌대로55길 도로변
북위 35° 52′ 27.9″ 동경 128° 25′ 19.2″ / 북위 35.874417°  동경 128.422000°
- 왼쪽과 동일
북위 35° 52′ 29.11″ 동경 128° 25′ 18.58″ / 북위 35.8747528°  동경 128.4218278°
- 하빈면 동곡리 39-3 하빈로 도로변
북위 35° 52′ 42.45″ 동경 128° 25′ 23.69″ / 북위 35.8784583°  동경 128.4232472°

## 경상 누층군 하양층군
경상 누층군 하양층군(Gyeongsang Supergroupo Hayang Group)은 경상 분지 경상 누층군의 중부 층군으로, 화성 쇄설물을 함유하고, 대구광역시를 중심으로 남-북 방향으로 분포하며, 대구-경주 지역에서 칠곡층, 신라 역암층, 대구층, 함안층(대구층 하부), 반야월층(대구층 상부), 진동층, 자인층(대구층 최상부+건천리층), 건천리층 등으로 구성된다. 이들의 두께는 1~5 km에 달한다. 이중 행정 구역 상으로 대구광역시 지역(군위군, 달성군 포함)에는 일직층(팔공산 이북), 칠곡층(팔공산 이남), 후평동층(팔공산 이북), 신라 역암층(팔공산 이남), 학봉 현무암, 대구층, 함안층, 반야월층, 진동층, 자인층, 건천리층이 분포한다. 함안층은 대구층 하부에, 반야월층은 대구층 상부에, 자인층은 대구층 최상부와 건천리층에 해당한다.
신영식 외(2002)는 중앙고속도로 칠곡 나들목과 구마고속도로 성서 나들목 간 고속도로 주변과 대구-고령 및 대구-하양 간 국도변에 드러난 하양층군의 사암과 이암의 시료를 채취해 속성 광물을 분석하고, 속성 광물이 기원암과 밀접하게 연관되었으며 속성 작용이 매몰 심도보다는 백악기 화강암체의 관입과 퇴적 환경에 더 많은 영향을 받는 것 판단하였다. 대구 지역의 하양층군은 지층을 무관하고 사암과 이암은 유사한 화학 성분을 가지며 이들은 중성 내지 산성의 화성암류에서 유도된 퇴적물로 해석된다.
경상 누층군 지층 대비표 (기계 지질도폭, 1975)
| 왜관, 대구, 영천, 경주 (1929, 立岩巖) | 왜관, 대구, 영천, 경주 (1929, 立岩巖) | 마산도폭 (1963)                                                                       | 마산도폭 (1963) | 경산도폭 (1971)                                         | 경산도폭 (1971)                                         | 경산도폭 (1971)      | 한국의 지질계통확립을 위한 조사연구 (1973, R-73-51) | 한국의 지질계통확립을 위한 조사연구 (1973, R-73-51) | 한국의 지질계통확립을 위한 조사연구 (1973, R-73-51) | 한국의 지질계통확립을 위한 조사연구 (1973, R-73-51) | 한국의 지질계통확립을 위한 조사연구 (1973, R-73-51) | 25만분의 1 지질도 범례 (1973, 국립지질광물연구소)                          | 25만분의 1 지질도 범례 (1973, 국립지질광물연구소) | 경상분지전역 (1975, 장기홍) | 경상분지전역 (1975, 장기홍) | 기계도폭 (1975)                                          | 기계도폭 (1975)                                    | 기계도폭 (1975)      |
| ------------------------------------- | ------------------------------------- | ------------------------------------------------------------------------------------- | --------------- | ------------------------------------------------------- | ------------------------------------------------------- | -------------------- | --------------------------------------------------- | --------------------------------------------------- | --------------------------------------------------- | --------------------------------------------------- | --------------------------------------------------- | -------------------------------------------------------------------------- | ------------------------------------------------- | --------------------------- | --------------------------- | -------------------------------------------------------- | -------------------------------------------------- | -------------------- |
| 산성맥암 분암 석영반암 화강암 섬록암  | 불 국 사 통                           | 염기성 맥암 석영반암, 규장반암 장석반암(斑巖) 흑운모화강암 각섬석화강암 마산암 섬록암 | 불 국 사 통     | 산성/중성맥암 규장암류 석영몬조나이트 화강반암류 섬록암 | 산성/중성맥암 규장암류 석영몬조나이트 화강반암류 섬록암 | 불 국 사 화 성 암 류 | 불국사 화성암군                                     | 불국사 화성암군                                     | 불국사 화성암군                                     | 불국사 화성암군                                     | 불국사 화성암군                                     | 마산암류 반암류, 기타 불국사화강암 중섬/염기성 심성암류 산성/중성 화산암류 | 백 악 기 화 성 암 류                              |                             |                             | 중성암맥 화강반암 흑운모화강암 각섬석화강암 섬록암       | 중성암맥 화강반암 흑운모화강암 각섬석화강암 섬록암 | 불 국 사 화 성 암 류 |
| 주사산 분암층                         | 신 라 통                              | 주산 안산암질층                                                                       | 신 라 통        | 관입석영안산암질 각력암 유동안산암질각력암 안산암질암   | 관입석영안산암질 각력암 유동안산암질각력암 안산암질암   | 신 라 통             | 자양산층                                            | 자양산층                                            | 팔 달 응 회 암                                      | 주 사 산 아 층 군                                   | 신 라 층 군                                         | 마산암류 반암류, 기타 불국사화강암 중섬/염기성 심성암류 산성/중성 화산암류 | 백 악 기 화 성 암 류                              | 유천층군                    | 유천층군                    | 조립안산암 석영안산암 화산각력암 유문암 각력상(狀)응회암 | 주 사 산 화 산 암 류                               | 신 라 층 군          |
| 주사산 분암층                         | 신 라 통                              | 팔룡산응회암                                                                          | 신 라 통        | 자양산층                                                | 자양산층                                                | 신 라 통             | 자양산층                                            | 자양산층                                            | 팔 달 응 회 암                                      | 주 사 산 아 층 군                                   | 신 라 층 군                                         | 상부                                                                       | 신 라 층 군                                       | 유천층군                    | 유천층군                    | 조립안산암 석영안산암 화산각력암 유문암 각력상(狀)응회암 | 주 사 산 화 산 암 류                               | 신 라 층 군          |
| 건천리층                              | 신 라 통                              | 진동층                                                                                | 신 라 통        | 자인층                                                  | 대 구 층 군                                             | 신 라 통             | 건천리층                                            | 건천리층                                            | 진 동 층                                            | 영 천 아 층 군                                      | 신 라 층 군                                         | 상부                                                                       | 신 라 층 군                                       | 진동아층군                  | 하 양 층 군                 | 결층                                                     | 영 천 아 층 군                                     | 신 라 층 군          |
| 채약산분암층                          | 신 라 통                              | 함안층상부                                                                            | 신 라 통        | 자인층                                                  | 대 구 층 군                                             | 신 라 통             | 채약산화산암층                                      | 채약산화산암층                                      | 진 동 층                                            | 영 천 아 층 군                                      | 신 라 층 군                                         | 상부                                                                       | 신 라 층 군                                       | 진동아층군                  | 하 양 층 군                 | 결층                                                     | 영 천 아 층 군                                     | 신 라 층 군          |
| 대구층                                | 신 라 통                              | 함안 안산암                                                                           | 신 라 통        | 반야월층                                                | 대 구 층 군                                             | 신 라 통             | 송내동부층                                          | 대 구 층                                            | 진 동 층                                            | 영 천 아 층 군                                      | 신 라 층 군                                         | 상부                                                                       | 신 라 층 군                                       | 진동아층군                  | 하 양 층 군                 | 대구층                                                   | 영 천 아 층 군                                     | 신 라 층 군          |
| 대구층                                | 신 라 통                              | 함안층 하부                                                                           | 신 라 통        | 함안층                                                  | 대 구 층 군                                             | 신 라 통             | 반야월부층                                          | 대 구 층                                            | 진 동 층                                            | 영 천 아 층 군                                      | 신 라 층 군                                         | 하부                                                                       | 신 라 층 군                                       | 의령아층군                  | 하 양 층 군                 | 대구층                                                   | 영 천 아 층 군                                     | 신 라 층 군          |
| 학봉분암층                            | 신 라 통                              | -                                                                                     | -               | -                                                       | -                                                       | -                    | 함안부층                                            | 대 구 층                                            | 진 동 층                                            | 영 천 아 층 군                                      | 신 라 층 군                                         | 하부                                                                       | 신 라 층 군                                       | 의령아층군                  | 하 양 층 군                 | -                                                        | -                                                  | -                    |
| 신라역암층                            | 신 라 통                              | -                                                                                     | -               | -                                                       | -                                                       | -                    | 학봉화산암층                                        | 학봉화산암층                                        | 진 동 층                                            | 영 천 아 층 군                                      | 신 라 층 군                                         | 하부                                                                       | 신 라 층 군                                       | 의령아층군                  | 하 양 층 군                 | -                                                        | -                                                  | -                    |
| 칠곡층                                | 낙 동 통                              | -                                                                                     | -               | -                                                       | -                                                       | -                    | 팔달역암층                                          | 팔달역암층                                          | 팔달역암층                                          | 영 천 아 층 군                                      | 신 라 층 군                                         | 하부                                                                       | 신 라 층 군                                       | 의령아층군                  | 하 양 층 군                 | -                                                        | -                                                  | -                    |
| 동명층                                | 낙 동 통                              | -                                                                                     | -               | -                                                       | -                                                       | -                    | 칠곡층                                              | 칠곡층                                              | 칠곡층                                              | 낙 동 층 군                                         | 낙 동 층 군                                         | 상부                                                                       | 낙 동 층 군                                       | 칠곡아층군                  | 하 양 층 군                 | -                                                        | -                                                  | -                    |
| 하산동층                              | 낙 동 통                              | -                                                                                     | -               | -                                                       | -                                                       | -                    | 동명층                                              | 동명층                                              | 동명층                                              | 낙 동 층 군                                         | 낙 동 층 군                                         | 상부                                                                       | 낙 동 층 군                                       | 신동층군                    | 신동층군                    | -                                                        | -                                                  | -                    |
| 연화동층                              | 낙 동 통                              | -                                                                                     | -               | -                                                       | -                                                       | -                    | 하산동층                                            | 하산동층                                            | 하산동층                                            | 낙 동 층 군                                         | 낙 동 층 군                                         | 하부                                                                       | 낙 동 층 군                                       | 신동층군                    | 신동층군                    | -                                                        | -                                                  | -                    |
| 연화동층                              | 낙 동 통                              | -                                                                                     | -               | -                                                       | -                                                       | -                    | 연화동층                                            |                                                     |                                                     | 낙 동 층 군                                         | 낙 동 층 군                                         | 하부                                                                       | 낙 동 층 군                                       | 신동층군                    | 신동층군                    | -                                                        | -                                                  | -                    |

### 일직층
군위 지질도폭(1981)에 의하면 두께는 약 400 m 이며 하위의 진주층과 달리 자색(赭色)층을 함유하고 상·중·하부로 구분된다. 하부는 두께 약 130 m이며 사암, 셰일, 자색(赭色) 미사질(微砂質)셰일 및 역암으로 구성된다. 중부는 암회색대(帶)로서 셰일이 대부분이고 두께 약 70 m 정도이며, 중부의 하부에는 암회색 셰일(10~20 cm)과 단괴상 석회암층(10 내지 3 cm)의 호층으로 구성된 두께 30 m의 암회색 셰일대가 있다. 상부는 자색대(赭色帶)로서 두께 약 200 m이며 하반부는 셰일보다 사암이 우세하고, 상반부는 사암보다 셰일이 우세하며, 응회암질 자색(赭色)층이 대부분이다.
군위군 우보면 우보역 부근 이화리와 두북리의 일직층에서 포자화분화석이 관찰되었다. 가장 보존이 양호한 시료는 우보면 두북리의 녹회색층으로부터 채취되었다. Corollina spp., Clavatipollenites minutes, Retimonocolpites peroreticulatus, Retimonocolpites sp., Tricolpites sp.와 같은 화석의 산출로 미루어 일직층은 백악기 압트절(Aptian) 내지 초기 알비절(Albian)에 퇴적된 것으로 해석된다.
대율 지질도폭(1981)에 의하면 하부의 동명(진주)층과는 정합 관계로서 자색(赭色) 실트스톤을 협재한다는 점에서 구별된다. 주요 구성 암석은 역암, 역질사암, 사암, 실트스톤, 이회암, 이암 및 셰일 등이다. 일직층에서 Estheria sp., Ostracod gen.et.sp.indet의 동물화석과 형태를 알아보기 힘든 식물 화석의 줄기가 발견되었다. 본 지층은 대체로 북동 10~15°의 주향과 남동 10~15°의 경사, 700 m의 두께를 가지며 우보면 달산리에서 부계면 신화리, 춘산리를 지나 팔공산 화강암에 의해 그 남쪽 부분이 절단된다.
군위군 부계면 신화리~창평리 간 지방도 제919호선 도로변 절개사면에는 아래 사진과 같이 일직층이 대규모로 드러나 있다.
군위군의 일직층
- 군위군 부계면 신화리~창평리 지방도 제919호선 도로변 (이하 동일)
- 군위군 부계면 춘산리 서측 계곡 춘산1길 135 부근에 드러난 경상 누층군 중부 일직층의 노두
북위 36° 04′ 39.9″ 동경 128° 38′ 36.6″ / 북위 36.077750°  동경 128.643500°

### 칠곡층
칠곡층(Chilgok formation, Shikkoku formation, 漆谷層)은 팔공산 관입 화강암체에 묻혀 사라진 일직층을 대신하여 팔공산-대구 이남 지역에서 하양층군의 최하부가 된다. 대구광역시에서 적색 이암, 셰일, 사암으로 구성되며 일부 건열(sun-crack) 구조가 발달하고 지층의 두께는 550~950 m에 달한다. 최상부의 사암층은 역질(conglomeratic)이며 이는 그 위의 신라 역암층으로 점이된다. 이 지층에서는 어떠한 화석도 산출되지 않았다. 지층의 주향은 북동이며 경사는 남동 12~28°이다. 달성군 다사읍 매곡리, 세천리, 박곡리와 달천리, 북구 사수동과 금호동 북부, 매천동과 태전동 북서부, 국우동, 도남동과 연경동의 대부분 지역, 그리고 동구 중대동과 덕곡동에서 팔공산 화강암에 묻혀 사라질 때까지 북동-남서 방향으로 분포한다.
| 북위 35° 57′ 20.9″ 동경 128° 34′ 50.1″ / 북위 35.955806° 동경 128.580583° | 대구광역시 북구 국우동 | 도남길 61-11 북측 임도변 | 층리, 북동 24°/남동 20° |

대구광역시의 칠곡층
- 대구광역시 북구 태전동 산 3-1
북위 35° 55′ 33.91″ 동경 128° 32′ 33.89″ / 북위 35.9260861°  동경 128.5427472°
- 북다사 나들목 북동쪽 다사로 도로변
대구광역시 달성군 다사읍 이천리 295-3
북위 35° 53′ 19.28″ 동경 128° 28′ 17.51″ / 북위 35.8886889°  동경 128.4715306°
- 북다사 나들목 북동쪽 다사로 도로변
대구광역시 달성군 다사읍 이천리 295-2
북위 35° 53′ 19.38″ 동경 128° 28′ 19.84″ / 북위 35.8887167°  동경 128.4721778°
- 박곡리 앞산 남서측
대구광역시 달성군 다사읍 박곡리 387
북위 35° 52′ 59.1″ 동경 128° 29′ 18.9″ / 북위 35.883083°  동경 128.488583°
- 매곡리7길 도로변
대구광역시 달성군 다사읍 매곡리 841
북위 35° 51′ 55.1″ 동경 128° 27′ 02.41″ / 북위 35.865306°  동경 128.4506694°
- 매곡리7길 도로변
대구광역시 달성군 다사읍 부곡리 269
북위 35° 51′ 55.8″ 동경 128° 26′ 51.4″ / 북위 35.865500°  동경 128.447611°
- 다사역 부근 다사로 도로변
대구광역시 달성군 다사읍 매곡리 산 25-7
북위 35° 51′ 55.1″ 동경 128° 27′ 33.7″ / 북위 35.865306°  동경 128.459361°
- 다사역 부근 다사로 도로변
대구광역시 달성군 다사읍 매곡리 산 25-7
북위 35° 51′ 55.1″ 동경 128° 27′ 32.2″ / 북위 35.865306°  동경 128.458944°
- 북다사 나들목 서쪽 다사로 도로변
대구광역시 달성군 다사읍 매곡리 산 102-5
북위 35° 52′ 17.32″ 동경 128° 27′ 25.51″ / 북위 35.8714778°  동경 128.4570861°

### 신라 역암층
신라 역암층(Silla conglomerate formation, Shiragi conglomerate formation, 新羅礫巖層)은 원래 신라통(신라층군)의 기저 역암층이었으며 현재는 하양층군으로 재분류된 칠곡층과 함안층 사이의 역암 지층으로, 주로 화산암력들로 구성되어 있다. 이중 화산암력은 현무암, 안산암 및 조면암 등으로 구성되어 있으며, 그 밖에 편마암, 규암, 화강암, 셰일 등 여러 종류의 역들로 구성되어 있다. 왼쪽의 진주층, 오른쪽의 함안층과 거의 평행하게 대구광역시에서 경상남도 사천시까지 북북동 주향으로 발달한다.
대구광역시 지역의 신라 역암층은 주로 역암으로 구성되어 있으며 두께는 200~600 m이다. 주향은 북동, 경사는 남동으로 10 내지 30°이다. 대구광역시 북부의 신라 역암층은 대체로 잔자갈역암에 속하며 자갈은 대부분 아원 형태이다. 자갈은 주로 규암, 사암, 편마암, 응회암으로 구성되며 셰일, 석영맥, 화강암, 규장암, 처트의 역이 소량 포함된다. 이 역들의 근원지는 퇴적분지의 북서쪽에 위치한 것으로 추정된다. 달성군 다사읍 죽곡리의 죽곡산에서 달서구 호산동 북쪽 궁산(250.9 m)과 다사읍 서재리, 북구 팔달동의 잠산(198.5 m), 노곡동과 조야동 북부를 지나 지묘동 북부에서 팔공산 화강암에 묻혀 사라질 때까지 북동 방향으로 분포한다.
| 좌표                                                                      | 행정구역               | 위치                                                     | 방향 및 암석                       |
| ------------------------------------------------------------------------- | ---------------------- | -------------------------------------------------------- | ---------------------------------- |
| 북위 35° 54′ 57.6″ 동경 128° 34′ 42.9″ / 북위 35.916000° 동경 128.578583° | 대구광역시 북구 조야동 | 먹뱅이골 조야로12길 50 서측 도로변                       | 역암/조립질사암, 북동 64°/남동 16° |
| 북위 35° 56′ 21.1″ 동경 128° 37′ 12.1″ / 북위 35.939194° 동경 128.620028° | 대구광역시 북구 연경동 | 대구외곽순환고속도로 연경교 남서측 (연경터널 관리사무소) | 역암/조립질사암, 북동 66°/남동 16° |
| 북위 35° 56′ 38.0″ 동경 128° 37′ 37.2″ / 북위 35.943889° 동경 128.627000° | 대구광역시 동구 지묘동 | 연경도약대암장, 동화천 하천변                            | 역암/조립질사암, 동-서/남 28°      |
| 북위 35° 56′ 50.6″ 동경 128° 38′ 08.7″ / 북위 35.947389° 동경 128.635750° | 대구광역시 동구 지묘동 | 개착교 서측, 파계로 도로변                               | 역암                               |

대구광역시 지역의 신라 역암층 노두
- 다사나들목 부근 강변 공원에서 바라본 강 건너편 신라 역암층 절벽
- 강정어린이공원 맞은편
대구광역시 달성군 다사읍 죽곡리 556
북위 35° 50′ 55.72″ 동경 128° 28′ 02.58″ / 북위 35.8488111°  동경 128.4673833°
- 강정본길 도로변
대구광역시 달성군 다사읍 죽곡리 590
북위 35° 50′ 41.68″ 동경 128° 28′ 02.58″ / 북위 35.8449111°  동경 128.4673833°
- 강정산마루 (죽곡리 597) 입구
대구광역시 달성군 다사읍 죽곡리 592
북위 35° 50′ 40.94″ 동경 128° 28′ 01.74″ / 북위 35.8447056°  동경 128.4671500°
- 죽곡정수장 부근 낙동강 자전거길
대구광역시 달성군 다사읍 죽곡리 806
북위 35° 50′ 37.36″ 동경 128° 27′ 31.4″ / 북위 35.8437111°  동경 128.458722°
- 죽곡산 남서쪽 낙동강 자전거길
대구광역시 달성군 다사읍 매곡리 산 55
북위 35° 50′ 42.62″ 동경 128° 27′ 21.83″ / 북위 35.8451722°  동경 128.4560639°
- 죽곡산 남서쪽 낙동강 자전거길
대구광역시 달성군 다사읍 매곡리 산 1320
북위 35° 50′ 43.1″ 동경 128° 27′ 21.33″ / 북위 35.845306°  동경 128.4559250°
- 죽곡산 남서쪽 낙동강 자전거길
대구광역시 달성군 다사읍 매곡리 산 1320
북위 35° 50′ 46.86″ 동경 128° 27′ 14.49″ / 북위 35.8463500°  동경 128.4540250°
- 서재로 도로 사면
대구광역시 달성군 다사읍 서재리 692-1
북위 35° 53′ 00.09″ 동경 128° 30′ 02.26″ / 북위 35.8833583°  동경 128.5006278°
- 왼쪽 사진의 근경
북위 35° 52′ 58.92″ 동경 128° 30′ 01.66″ / 북위 35.8830333°  동경 128.5004611°
- 신당고개 부근 푸른자동차운전전문학원 입구
대구광역시 달성군 다사읍 서재리 1113
북위 35° 51′ 59.21″ 동경 128° 29′ 29.71″ / 북위 35.8664472°  동경 128.4915861°
- 대구광역시 북구 팔달동 산 17-2 도로변
북위 35° 54′ 03.37″ 동경 128° 32′ 50.84″ / 북위 35.9009361°  동경 128.5474556°

### 학봉 현무암

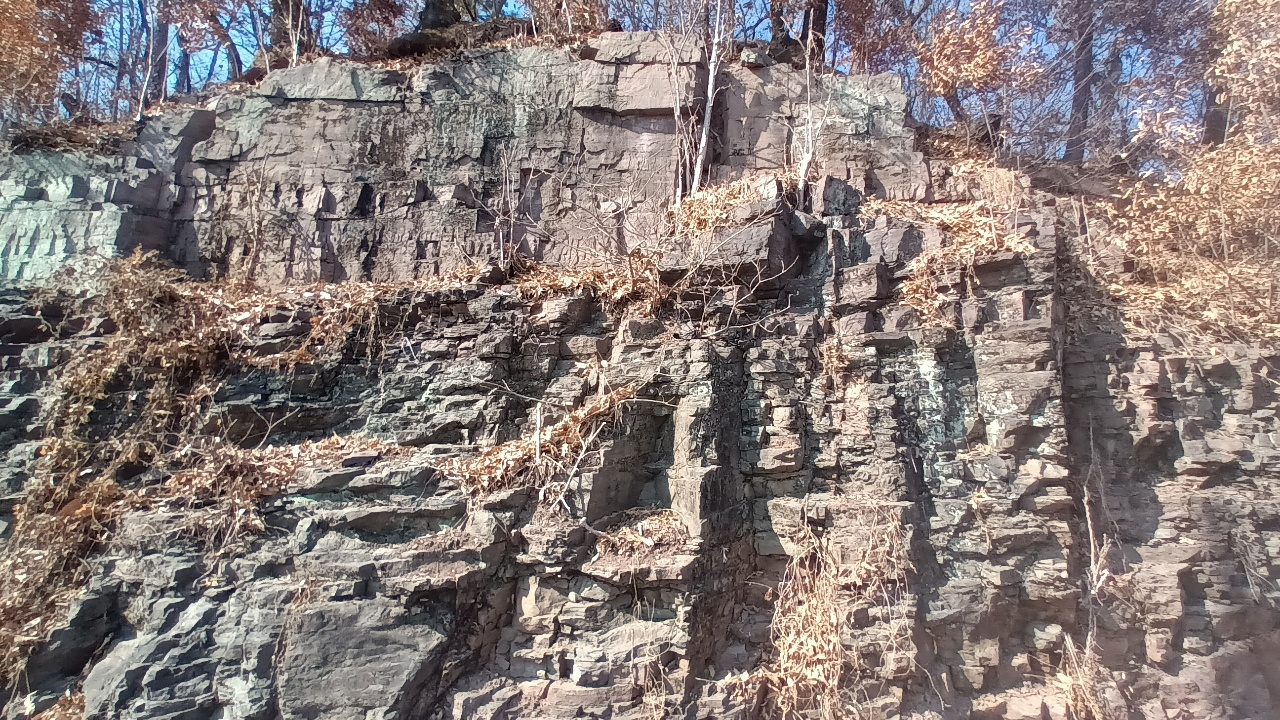
북구 동변동
동변동 화담길 도로변에 약 1 km 에 걸쳐 나타나는 학봉 분암층의 노두이다.

학봉 분암층(Kkb/Dkb; Hakbong porphyrite formation, Kakubo porphyrite formation, 鶴峯玢巖層) 또는 학봉 현무암은 대구광역시 북구 동변동의 학봉(278.3 m)과 지묘동의 화담산(204.4 m)을 중심으로 북동-남서 방향으로 신라 역암층과 대구층 사이에 소규모로 분포하는 지층이다. 응회암과 사암 그리고 그 사이에 협재된 분암(玢巖; porphyrite)으로 구성되며 대구 분지 중심부에서 250 m 의 두께를 보이고 남서쪽으로 갈수록 두께가 줄어든다. 이 암석은 북구 동변동 화담길 도로변에 가장 잘 드러나 있으며 동변아파트를 지나면서부터 계속 분포되지만 도로변 노두는 풍화로 관찰하기에 부적합하다. 강변의 노두는 신선한 부분을 포함하며 수평에 가까운 쪼개짐을 보인다. 학봉 분암층은 관입 및 분출에 의해 백악기 지층 중에 협재되는 점으로 보아서 백악기중에 활동한 주요 구조선(단층)을 따른 안산암질 마그마의 상승으로 생성된 것으로 해석된다. 이곳의 학봉 분암층은 총 3매의 현무암 단위와 그 사이에 협재된 사암, 이암, 역암 등 퇴적암으로 구성되며 현무암질 용암류에서 나타나는 다공질조직, 반상조직, 퇴적암과의 경계부 등이 관찰된다. 1977년 장기홍은 대구광역시 침산동 부근에서 금호강을 가로질러 학봉 반암층의 두께를 약 400 m로 측정하였다. 그러나 금호강 아래에 숨어 있던 단산지 단층이 발견되었고 학봉 반암층의 두께가 단산지 단층에 의해 반복되어 실제 두께의 2배로 측정되었던 것임이 알려져, 실제 두께는 200 m 인 것으로 정정되었다.
학봉 현무암의 K-Ar 동위원소 연대는 백악기 후기 마스트리흐트절에 해당하는 68.1 Ma, 79.2 Ma, 70.5 Ma이다. 이는 위아래에 있는 대구층 및 신라 역암층의 연대와 크게 다른데 강희철과 김인수(2000)는 그 이유를 현무암의 변질 또는 관입의 결과로 추정하였다.
| 화석          | 구성 암석   | 지층           |
| ------------- | ----------- | -------------- |
| -             | 이암        | 대 구 층       |
| -             | 이암        | 대 구 층       |
| -             | 이암        | 대 구 층       |
| -             | 셰일        | 대 구 층       |
| -             | 이암        | 대 구 층       |
| -             | 이암        | 대 구 층       |
| -             | 셰일        | 대 구 층       |
| Estheria? sp. | 셰일        | 대 구 층       |
| -             | 이암        | 대 구 층       |
| -             | 불명        | 대 구 층       |
| -             | 사암        | 대 구 층       |
| -             | 이암        | 대 구 층       |
| -             | 이암        | 대 구 층       |
| -             | 불명        | 대 구 층       |
| -             | 불명        | 대 구 층       |
| -             | 이암        | 대 구 층       |
| -             | 이암        | 대 구 층       |
| -             | 사암        | 대 구 층       |
| -             | 이암        | 대 구 층       |
| -             | 이암        | 대 구 층       |
| -             | 사질 셰일   | 대 구 층       |
| -             | 사암        | 대 구 층       |
| -             | 이암        | 대 구 층       |
| -             | 이암        | 대 구 층       |
| -             | 셰일        | 대 구 층       |
| -             | 이암        | 대 구 층       |
| -             | 셰일        | 대 구 층       |
| -             | 사질 셰일   | 대 구 층       |
| -             | 응회암      | 학 봉 분 암 층 |
| -             | 사암/이암   | 학 봉 분 암 층 |
| -             | 응회암/사암 | 학 봉 분 암 층 |
| -             | 응회암/사암 | 학 봉 분 암 층 |
| -             | 응회암/사암 | 학 봉 분 암 층 |
| -             | 응회암/사암 | 학 봉 분 암 층 |
| -             | 응회암/사암 | 학 봉 분 암 층 |
| -             | 셰일        | 학 봉 분 암 층 |
| -             | 이암        | 학 봉 분 암 층 |
| -             | 사암        | 학 봉 분 암 층 |
| -             | 분암        | 학 봉 분 암 층 |
| -             | 분암        | 학 봉 분 암 층 |
| -             | 응회암/사암 | 학 봉 분 암 층 |
| -             | 분암        | 학 봉 분 암 층 |
| -             | 분암        | 학 봉 분 암 층 |
| -             | 사암        | 학 봉 분 암 층 |
| -             | 분암        | 학 봉 분 암 층 |
| -             | 분암        | 학 봉 분 암 층 |
| -             | 분암        | 학 봉 분 암 층 |
| -             | 분암        | 학 봉 분 암 층 |
| -             | 셰일/사암   | 학 봉 분 암 층 |
| -             | 분암        | 학 봉 분 암 층 |
| -             | 분암        | 학 봉 분 암 층 |
| -             | 분암        | 학 봉 분 암 층 |
| -             | 이암        | 학 봉 분 암 층 |
| -             | 이암        | 학 봉 분 암 층 |
| -             | 셰일/이암   | 학 봉 분 암 층 |
| -             | 셰일/이암   | 학 봉 분 암 층 |
| -             | 이암        | 학 봉 분 암 층 |
| -             | 이암        | 학 봉 분 암 층 |
| -             | 사암        | 학 봉 분 암 층 |
| -             | 사암        | 학 봉 분 암 층 |
| -             | 이암        | 학 봉 분 암 층 |
| -             | 이암        | 학 봉 분 암 층 |
| -             | 이암        | 학 봉 분 암 층 |
| -             | 사암        | 학 봉 분 암 층 |
| -             | 사암        | 신 라 역 암 층 |
| -             | 사암/역암   | 신 라 역 암 층 |
| -             | 역암        | 신 라 역 암 층 |
| -             | 역암        | 신 라 역 암 층 |
| -             | 역암        | 신 라 역 암 층 |
| -             | 역암        | 신 라 역 암 층 |

### 점곡층
군위 지질도폭(1980)에 의하면 후평동층 구계동층원과 사곡층 사이에 오는 암회색 위주의 지층으로 주로 회색 사암과 암회색 내지 녹회색의 셰일로 구성된다. 중부에 자색 역암(의흥함력암층)이 협재하며 본 층 하부와 상부에 약간의 자색층이 협재된다. 드물게는 엷은 석회암층과 화산 기원암이 들어 있다. 점곡층 상반부의 하부에 협재되는 의흥함력암층은 두께 1.5 내지 5 m의 응회암질 사력질암으로 연속성이 좋으며 어두운 자색을 띤다. 군위도폭 북동부에 해당하는 의성읍 오로리 부근에서는 지층의 두께가 약 700m 에 달하나 남하함에 따라 점차 얇아지다가 금성면 탑리리 부근에서는 약 260 m로 줄어든다. 그러나 그 이남에서는 약 400 m를 유지한다.
대율 지질도폭(1980)에 의하면 의흥면 원산리 서측에는 2~3매의 진한 자주색 실트스톤이 협재되며 조림산(637.4 m) 서측과 신녕면 치산리에는 적색 실트스톤이 역시 2~3매가 비교적 연속적으로 나타난다. 이들 약간의 적색 혹은 자주색 실트스톤외에는 대체로 회색 또는 담녹색 이암 및 실트스톤이 대부분을 차지한다. 중부에는 암회색 셰일과 이회암이 2~3매 1~2.5 m두께로 협재되기도 한다. 산성면 화전리-신녕면 화서리 동부 지역에서 신령도폭에서 출발한 노고산 환상단층의 연장부에 의해 상부층인 함안층, 반야월층 및 응회암층과 직접 접하고 있으나 신녕면 화서리-치산리에서는 함안층에 의해 정합으로 덮힌다. 점곡층에서는 화석이 거의 발견되지 않으며 의흥면 원산리 북쪽에서 Estheria sp. 화석이 발견되었다. 지층의 두께는 대략 400 m 내외이다.
군위군의 점곡층
- 군위군 의흥면 수북리 산성가음로 1444-11 진입로 (이하 동일)
북위 36° 10′ 47.0″ 동경 128° 42′ 06.0″ / 북위 36.179722°  동경 128.701667°
- 군위군 의흥면 수북리 산성가음로 도로변 노두
북위 36° 10′ 46.0″ 동경 128° 42′ 04.0″ / 북위 36.179444°  동경 128.701111°

### 함안층

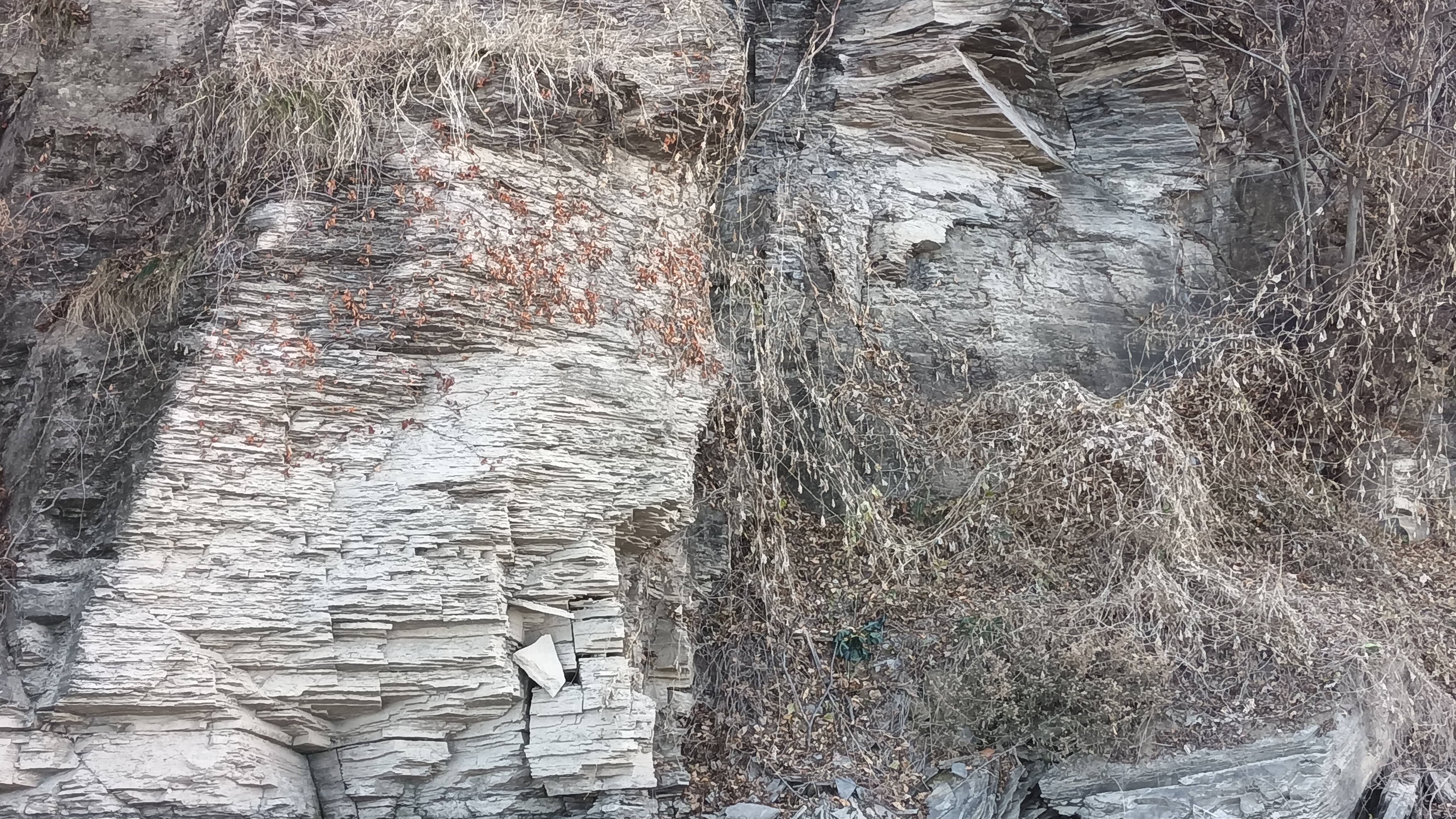
화원읍 성산리 310
화원유원지 북서쪽 금호강변에 드러난 함안층의 하식애(河蝕崖)이다.

함안층(Haman formation, 咸安層)은 함안군에서 이름이 유래된 지층으로 남해 가인리 화석산지, 의령 서동리 함안층 빗방울 자국 등 다량의 화석이 산출되는 지층이다. 이 지층은 하위의 신라 역암층을 정합적으로 덮으며 상위의 진동층에 의해 정합적으로 덮인다. 
대구광역시 내에서는 자색(赭色)의 셰일, 이암, 사질셰일, 녹회색 사암, 암회색의 셰일, 이암, 실트스톤과 자색(赭色)의 역질사암, 사질역암 등이 협재되어 있다. 본 층의 일반적인 주향과 경사는 북동 20~40°및 남동 5~25°이며 두께는 800 m 정도이다. 달성군 구지면 목단리 서부, 구지면 오설리, 수리리와 현풍읍 자모리, 오산리의 경계 지역, 논공읍 상리, 옥포읍 교향리, 화원읍 구라리에 이르기까지 분포한다.
김영기(1974) 및 윤상규 외(1979)에 의하면 대구광역시 시내의 함안층은 대구광역시 남구 대명동, 동구 효목동, 검사동을 잇는 선의 북쪽에 위치하며 주로 이암과 니질셰일 및 사암으로 구성되나 서부는 이회암을 협재한 셰일, 동부는 이암, 최하부는 사암이 우세하다. 암석은 대개 산화환경인 자색을 띠며 녹회색과 교호하기도 한다. 대체로 북동 주향에 남동으로 10~30°경사한다.
대구광역시 북구 노곡동의 하양층군 함안층 최하부(즉, 학봉 현무암이 끝나고 대구층이 시작되는 부분)에 해당하는 지층에서 공룡 발자국 화석이 발견되었다. 이 지역의 퇴적층은 크게 중립 내지 세립질 사암, 이막을 갖는 세립질 사암, 세립질 사암과 이암의 두꺼운 엽호층, 세립질 사암과 이암의 얇은 호층, 이암 및 셰일 등으로 구성되며 색은 붉은색이 우세한 가운데에 녹색 내지 녹회색이 교호한다. 지층의 주향은 북서 72°, 경사는 남서 10°이며 연흔이나 건열이 흔히 발견된다. 이 지역에 드러난 약 11 m 두께에 이르는 퇴적암 내의 15개 층준에서 용각류, 수각류, 조각류를 포함 총 77개의 발자국 화석이 산출되며 용각류 발자국 화석의 경우는 보행열이 나타난다. 퇴적 환경은 내륙호의 가장자리에 위치한 얕은 수심에서 형성된 지층으로 추정된다.
함안층에는 사암층이 빈약하여 대수층이 거의 없으나 파쇄대에 약간의 지하수대가 있다. 일부 지역은 단열 구조대에서 방해석 세맥과 약간의 황철석이 관찰된다.

### 사곡층
군위 지질도폭(1981)에 의하면 주로 자색(赭色) 셰일과 사암으로 구성되며 하부에는 약간의 (암)회색 셰일이 협재된다. 상부는 자색(赭色) 미사(微砂)질 셰일이 대부분이다. 사곡층 최상부에는 연흔, 사층리, 건열 등의 퇴적구조가 많이 산출된다. 사곡층은 두께가 2,000 m에 달하나 남쪽으로 갈수록 점차 줄어들어 금성산 바로 서쪽의 금성면 탑리리 부근에서 약 250 m가 된다. 그 이남에서는 다시 두께가 회복되어 적어도 550 m 이상의 두께를 가진다.

### 구산동 응회암
구산동 응회암은 경상 분지 내의 대표적인 열쇠층(건층, Key bed)이다. 구산동 응회암은 영천시 신녕면에서 처음 발견되어 신령 역암이라 불렸으나 이후 응회암임이 확인되어 구산동 응회암으로 명명되었다. 이 응회암은 두께 30 m 이하로 얇지만 경상 분지 내에서 횡적 연장성이 우수하여 경상북도 의성군에서 남해안 사천시 앞바다까지 200 km 이상 연장된다.
구산동 응회암은 층서적으로 함안층과 진동층의 경계 직하 80 m, 즉 함안층의 상부에 위치한다. 대구층의 하부와 상부가 각각 함안층과 진동층에 해당하는 바 대구광역시 시내에도 구산동 응회암이 분포하며 구산동 응회암은 층서를 밝히는 중요한 열쇠층일 뿐 아니라 특히 대구광역시 시내에 있어서는 충적층 아래 잠복된 기반암의 지질 구조를 찾아내는데 큰 이바지를 했다. 그러나 도시 개발에 따라 대구광역시 시내의 노두들은 대부분 소멸되어 현재는 찾기 힘들다. 현재까지 발견된 노두는 다음과 같다.
- 한전아파트(수성구 수성동4가 달구벌대로471길 10)와 신천시장(범어동 1003) 사이를 흐르는 범어천의 복개 도로변
- 범어동 신천시장에서 한영아파트를 향해 오르는 계단 옆 언덕
- 청구삼거리 부근 건설공제조합 건물 서편 (소멸)
- 중원빌라(동구 동부로30길 92-6) 동편 (소멸)
- 구 동부시외정류장 내 북동부 (소멸)

해당 지역의 구산동 응회암의 암상을 관찰한 결과, 구산동 응회암 하부에는 중~암회색의 이암 내지 셰일이 퇴적되어 있고 위에는 두께 2.5m의 사암이 관찰된다. 응회암층 아래에 니질암이, 위에는 사질암이 놓이는 층서는 이곳 대구뿐만 아니라 경상 분지 전역에서 볼 수 있는 일반적인 양상이다. 구산동 응회암 저어콘 결정들의 U-Pb CHIME 연대측정 결과는 약 113.6 Ma를 보인다.

### 진동층
진동층(Kjd; Kyeongsang supergroup hayang group Jindong formation, 鎭東層)은 함안층 상위의 지층이다. 원래 창원시 진동면에 분포하는 이 지층은 반야월층에서 건천리층까지의 지층에 해당하며 타 지역에서의 진동층에는 고성 덕명리 공룡과 새발자국 화석산지와 같이 다량의 화석이 산출된다. 진동층의 퇴적시기는 함안층/진동층의 경계인 9600만~9700만 년 전 시작되었으며, 상한은 활발한 화산활동이 시작되는 유천층군의 생성시기까지로 설정할 수 있다. 이 지층은 하위의 함안층을 정합적으로 피복하며 암회색 및 흑색의 셰일, 사질 셰일이 우세하고 녹회색 셰일, 회색의 알코스사암 등으로 구성되어 있다. 본 층의 일반적인 주향과 경사는 달성군 현풍면 일대에서 북동 25~30°및 남동 17~20°을 보이며, 논공읍에서는 북동 15~20°및 남동 12~20°이다. 그러나 달성군 옥포읍 송촌리 금학산 부근에서는 화강암의 관입으로 인해 주향과 경사가 많이 변한다. 현풍면 박석진 나루터 부근에 분포된 흑색 셰일은 북서 60°및 북동 30°의 주향과 경사를 보이고 있다.

### 대구층
대구층(Daegu formation, Taikyu formation, 大邱層)은 대구광역시를 중심으로 그 동부인 영천시, 경주시 등지에 넓게 분포하는 지층이다. 이 지층은 1928년 대구, 영천, 경주도폭에서 정의 되었으며 다테이와 이와오(立岩巖)는 1929년 경주도폭과 영천도폭에서 채약산 분암층을 기준으로 그 상·하위의 지층을 각각 건천리층과 대구층으로 구분하였다.
대구광역시 도심부 지역의 지질은 대부분 대구층으로 구성되어 있다. 이 지층은 주로 이암과 셰일로 구성되며 알코스질 사암이 협재된다. 암석의 색은 주로 붉은색을 띠며(reddish) 곳에 따라 어두운(blackish) 색을 띤다. 두께는 2,000 m에 달하며 남동쪽으로 약간 기울어 있다. 연흔과 건열이 흔하게 나타나며 흑색 셰일은 드물게 유기물(organic remains)을 포함한다.
1975년 장기홍은 대구층의 하부는 함안층에, 상부는 반야월층으로 설정하였다. 대구층의 퇴적 시기를 결정하는 절대 연령 분석은 이루어진 바는 없지만 이와 대비되는 함안층의 지질시대는 암층서상 상위와 하위에 위치한 지층의 연대를 분석한 결과를 고려할 때, 백악기 후기인 알비안(Albian; 약 1억~1억 천만년 전)에 해당한다.
대한민국 환경부 소속 국립생물자원관은 한국지질자원연구원과 공동 연구로 대구시에 있는 퇴적암층 대구층을 750ｍ까지 채굴해 빛과 물, 산소가 없는 환경에 사는 미생물을 탐색했다. 그 결과 약 1억 1천만 년 전 생성된 것으로 추정되는 2곳의 퇴적암층에서 마이크로바이옴 군집을 발견했다.
(일본어) 大邱層 Dt
分布―大邱永川及慶州各區域  走向―大邱區域 ニテハ北東及至東西 永川及慶州兩區域ニテハ局部的變化多キモ概ツテ北東及南北ノ兩場合最普通ナリ  傾斜―大邱區域ニテハ八乃至二〇度 南東乃至南他ノ區城ニテハ殆水平乃至三五度但傾斜ノ方向日ハ所ニ曰リテ異ナル  地質断面圖1乃至7 綜合桂狀断面圖 局部狀断面圖1
本層ハ以上ノ各地層ニ比ツ分布甚タ廣ク厚サモ亦大ニシテ凡ルソニ 千米ニ達スコレヲ構成スル岩石ハ赭色黄褐色又ハ暗灰色ノ泥岩頁岩及砂岩ニシテ就中赭色頁岩及同泥岩多シ甚タ稀ニ灰色石灰岩ノ薄層 厚サ五米以下ヲ陜 有ス泥岩及頁岩ハ泥灰岩團塊ヲ含ムコトアリ一般ニ赭色ノモノ下部ニ暗灰色ノモノハ上部ニ多シ漣痕及乾裂ハ各層準ヲ通シ甚タ多ク本層ノ終始甚タ淺キ水中ニテ生成セシヲ推察セシム. 極メテ保存悪シク且小破片的ノ化石 (主ニ樹枝類) ハ往々コレヲ見ルモ鑑定ニ堪ユハキモノハ甚タ稀ニシテ小官ハ僅ニ各層準ニ略普遍的ニ產スル Frenelopsis of. parceramosa Fontaine 永川區域河陽ノ南西約四千米 ナル暗灰色頁岩及泥炭ノ累層ニ多キ所属不明ノ藻類 (Reef Algae) 化石一種及永川區域南東部永川郡北安面柳上里南部ニ於ケル本層ノ上層準詳言スレハ上ョリ數十米ノ層準ニ多産スル卷貝一種 (Campeloma? sp.) ヲ得タルノミナリ
晋州地方ニ在リテハ既記象文里ョリ東方咸安附近亙リテ 壙衍ス 小官ハ嘗咸安附近ョリ西方宜寧附近ニ至ル間ノ觀察ニ基キ本層ヲ次ノ如ク相移化スル四層ニ區分セシコトアリ
(一) 主ニ緒色ノ長石賞砂岩ヨり成り赭色灰色又ハ綠灰色ノ頁岩及同泥岩ヲ挾ム頁岩及泥巖ハ上層準ニ多シ及漣痕及乾製ハ 上層準ニ多キモ下層準ニハ稀ナリ厚サハ凡ソ八百米或ハコレ以上ニ達ス
(二) 主ニ灰色乃至綠灰色頁岩及同泥岩ョリ成リ赭色長石質砂岩及泥灰岩層並後者ノ團塊ヲ挾ム一般ニ漣痕及乾裂多ッ厚サハ凡ソ二百五十米
(三) 主ニ赭色頁岩及同泥岩ョリ成リ灰色乃至綠灰色頁岩同泥岩赭色長石質砂岩及泥灰岩(薄層又ハ團塊)ヲ挾ム漣痕及乾多厚サッ四百米
(四) 主ニ灰色乃至綠灰色頁岩及同泥岩ョリ成り色頁岩同泥岩同長石質砂岩及泥灰岩(薄層又ハ團塊)シ挾ム厚サハ凡ソ四百五十米稀ニ Frenelopsis cf.parceramosa Fontaine ヲ含ム
主トシテ岩石ノ色彩ニ基ケル斯ノ區分ハ區域ニ於テハコレヲ認ムル能ハスコレ同一層準ニ於テモ所ニ依リテ沈積物ノ性質ヲ多少異ニスルノミナラス岩石ノ色彩ハ赭色灰色紫灰色綠灰色等ノ間ニ於テ局部的ニ漸移シ居レルコト稀ナラサルカ故ナリ
(영어) Taikyu formation Dt

This is the thickest formation in the Kyongsang group, reaching about 2,000 meters in thickness. It consists essentially of mudstones and shales which are commonly reddish, in places blackish, in colour. Infrequently thin beds of arkose sandstones are intercalated in them. Fossil ripple-marks and sun-cracks are very common. The blackish shales infrequently contain organic remains, mostly indeterminable. Coniferous shoots referable to Frenelopsis parceramosa from the North American Potomae group, however, are rather common and have been obtained from various horizons of the formation. Besides these. a gastropoda (Campeloma?) from the upper horizen and a remarkable fossil of an algae reef from the middle horizon have been recognized.— 朝鮮地質圖 第4輯 - 慶州, 永川, 大邱 及 倭館圖幅 4페이지. (朝鮮總督府地質調査所, 技師 立岩巖 調査, 技手 金剛江 製圖 昭和 四年)

한국지질자원연구원(2024)은 경북대학교 대구캠퍼스 내 대구층에서 750.9 m 깊이로 시추를 실시하여 지구과학적 특성을 조사하였다. 시추 지점은 대구층에 해당하는데 공간적으로 구산동 응회암의 서쪽에 위치하여 시추코어의 암상은 함안층에 대비된다. 시추코어 조사 결과 지하 500 m 까지는 함안층의 일반적인 암상이고 지하 500 m 지점에서 학봉 현무암에 대비되는 현무암이 산출되었으며 그 아래는 모두 신라 역암층에 해당한다. 시추코어 내에서 총 10개의 단층이 확인되었다. 또한 시추조사 부지 주변에서 야외 지질 조사를 실시하여 아래와 같은 7개 진주층 노두를 기재하였다.
도시화로 대구광역시 시내에서는 대구층(함안층, 진동층, 건천리층)의 노두를 관찰하기 어려우나 대구광역시 중구 대봉동의 건들바위와 금호강변을 따라 대구층의 노두를 관찰할 수 있다. 건들바위의 대구층은 적색층과 백색층이 교대로 나타나는 양상을 띤다. 
| 좌표                                                                      | 행정구역               | 위치                              | 방향 및 암석                              |
| ------------------------------------------------------------------------- | ---------------------- | --------------------------------- | ----------------------------------------- |
| 북위 35° 52′ 17.5″ 동경 128° 31′ 49.4″ / 북위 35.871528° 동경 128.530389° | 대구광역시 서구 상리동 | 계성고등학교 북동측               | 셰일/사암, 북동 52°/남동 18°              |
| 북위 35° 53′ 46.9″ 동경 128° 35′ 05.3″ / 북위 35.896361° 동경 128.584806° | 대구광역시 북구 침산동 | 침산공원                          | 셰일/사암, 북동 18°/남동 21°              |
| 북위 35° 53′ 40.6″ 동경 128° 35′ 06.2″ / 북위 35.894611° 동경 128.585056° | 대구광역시 북구 침산동 | 침산공원                          | 화산쇄설성 각력암/셰일, 북동 48°/남동 18° |
| 북위 35° 54′ 01.4″ 동경 128° 36′ 04.0″ / 북위 35.900389° 동경 128.601111° | 대구광역시 북구 산격동 | 연암공원                          | 사암, 북동 44°/남동 14°                   |
| 북위 35° 54′ 16.6″ 동경 128° 36′ 58.6″ / 북위 35.904611° 동경 128.616278° | 대구광역시 북구 산격동 | 대불공원 동측                     | 사암/셰일, 북동 54°/남동 12°              |
| 북위 35° 55′ 11.6″ 동경 128° 38′ 58.3″ / 북위 35.919889° 동경 128.649528° | 대구광역시 동구 봉무동 | 단산저수지 남측 도로변            | 셰일, 동-서/남 12°                        |
| 북위 35° 55′ 23.0″ 동경 128° 39′ 38.6″ / 북위 35.923056° 동경 128.660722° | 대구광역시 동구 도동   | 도평로43길 66 북북서측 도로변     | 셰일, 북동 30°/남동 12°                   |
| 북위 35° 54′ 58.6″ 동경 128° 39′ 40.0″ / 북위 35.916278° 동경 128.661111° | 대구광역시 동구 도동   | 도평로38길 23-15 북측 도로변      | 셰일과 박층의 사암, 동-서/남 10°          |
| 북위 35° 54′ 41.4″ 동경 128° 40′ 40.1″ / 북위 35.911500° 동경 128.677806° | 대구광역시 동구 둔산동 | 도동3터널 남남동측 도로변         | 셰일과 박층의 사암, 동-서/남 8°           |
| 북위 35° 54′ 25.9″ 동경 128° 41′ 15.7″ / 북위 35.907194° 동경 128.687694° | 대구광역시 동구 둔산동 | 윷골마을 동측 하상                | 셰일/괴상사암, 동-서/남 12°               |
| 북위 35° 56′ 44.8″ 동경 128° 38′ 15.8″ / 북위 35.945778° 동경 128.637722° | 대구광역시 동구 지묘동 | 파계로22길 11-15 북측 지묘천 하상 | 학봉 현무암/함안층                        |
| 북위 35° 51′ 44.3″ 동경 128° 38′ 01.9″ / 북위 35.862306° 동경 128.633861° | 대구광역시             | 국채보상로186길 133 전면 도로변   | 절리/석영맥 (1~2 cm)                      |

#### 건들바위

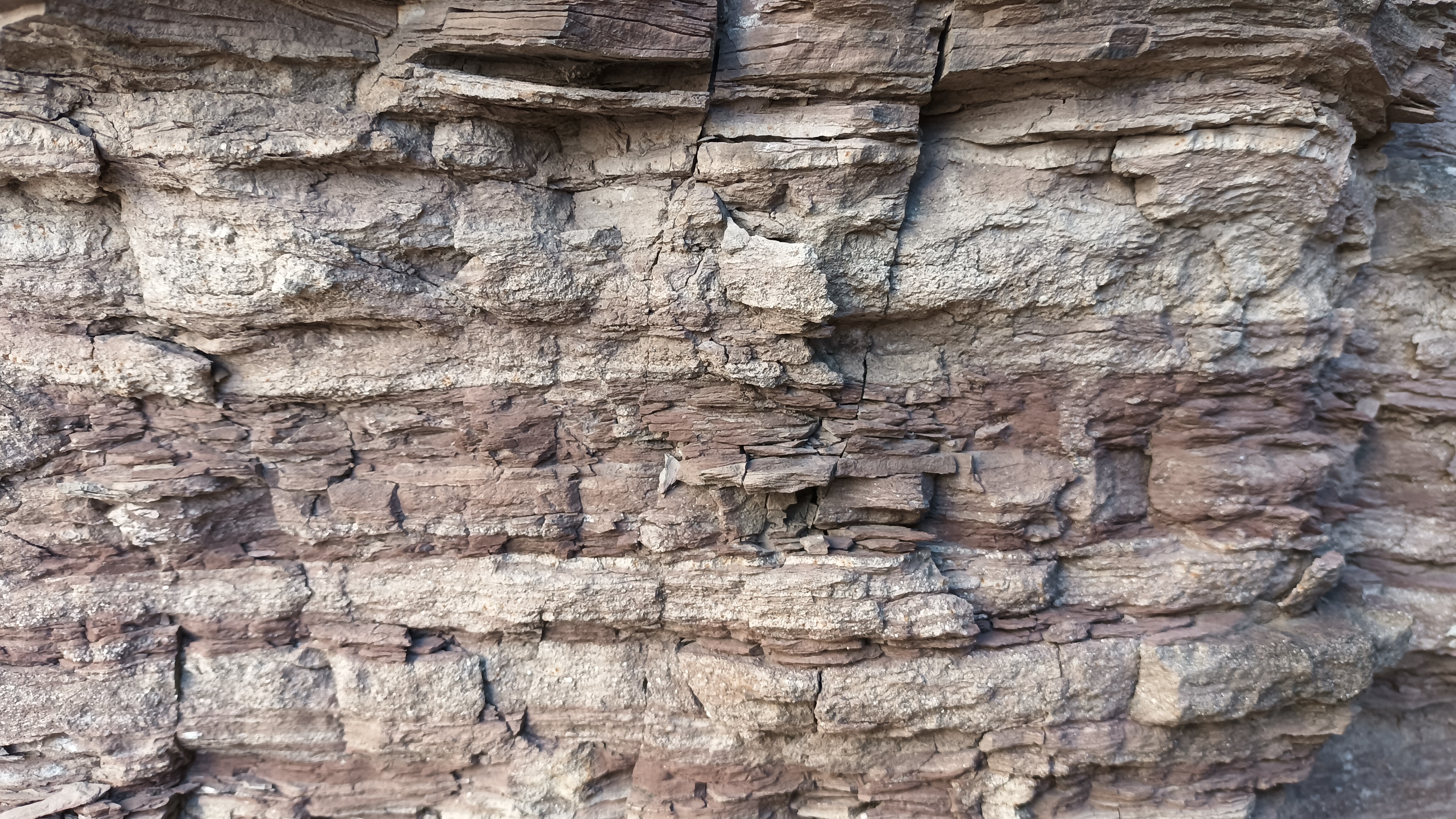
건들바위 근접 사진

대구광역시 시내에 위치한 건들바위(북위 35° 51′ 23.1″ 동경 128° 35′ 54.4″ / 북위 35.856417°  동경 128.598444° )에서 대구층의 노두를 관찰할 수 있다. 건들바위는 적색과 백색 지층이 교호하며 층리가 잘 발달한다.

#### 대구 도동 측백나무 숲

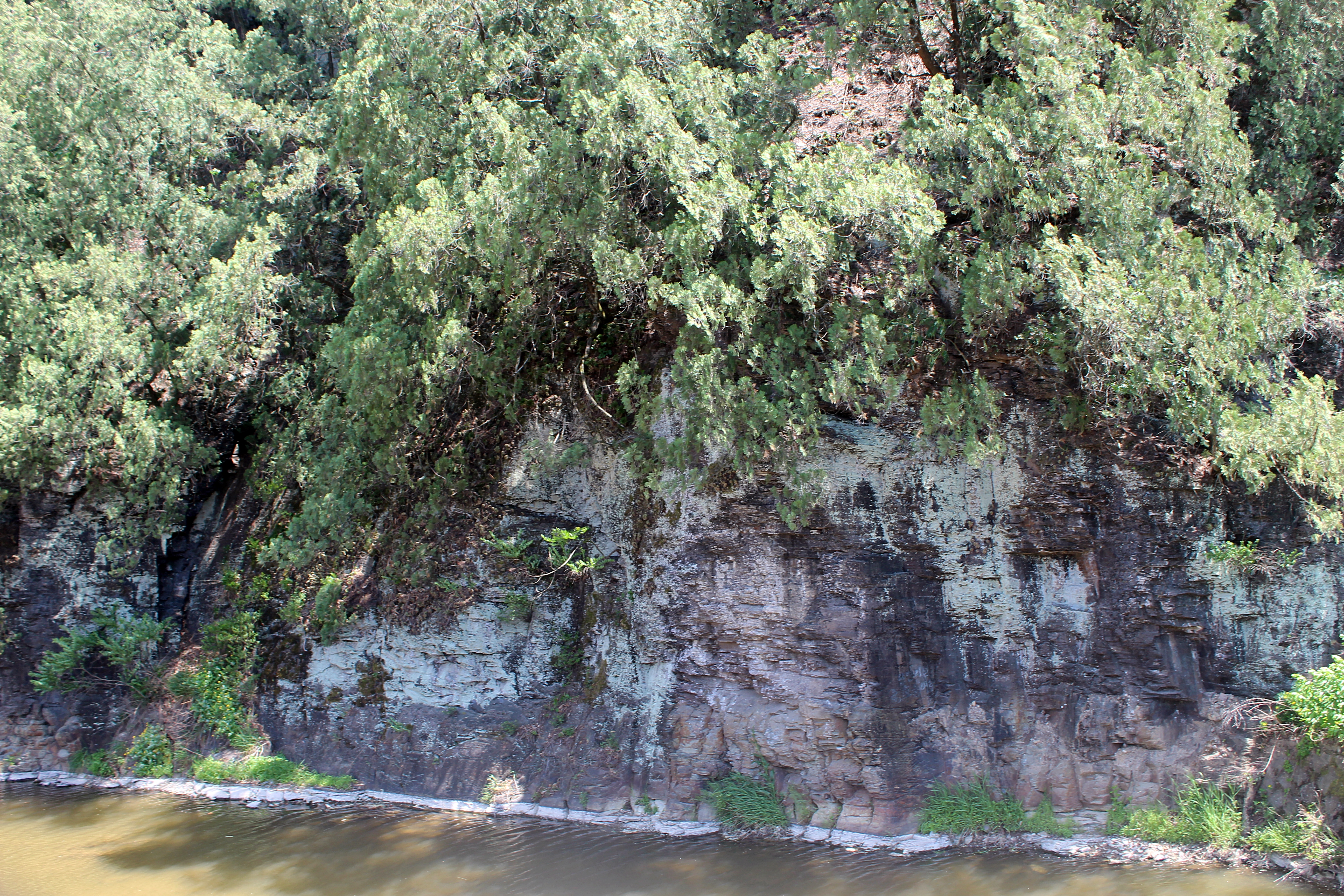
대구 도동 측백나무 숲

대구 도동 측백나무 숲은 나무의 높이가 5-7m 정도되는 700여 그루의 나무가 중생대 백악기의 퇴적암 경상 누층군 대구층 절벽에 자라고 있으며, 측백나무 외에도 소나무, 느티나무, 말채나무 등이 함께 어우러져 있다. 주변의 숲은 사람들이 나무를 함부로 베어가서 황폐해졌지만 측백나무는 절벽의 바위틈에 자라기 때문에 베어지지 않고 그대로 남을 수 있었다.
대구 도동 측백나무 숲은 천연기념물 제1호라는 이유로 많은 관심을 모으는 숲으로 지정당시에는 이 지역이 달성에 속해 있어 '달성의 측백수림'으로 불려왔다. 또한 측백나무는 중국에서만 자라는 나무로 알려져 있었는데 우리나라에서도 자라고 있어 식물 분포학상 학술적 가치가 높아 천연기념물로 지정되었다. 현재 대구 도동 측백나무숲의 보호를 위하여 공개제한 지역으로 지정되어 있어 관리 및 학술 목적으로 출입하고자 할때에는 문화재청장의 허가를 받아 출입할 수 있다.

#### 노두
대구광역시 시내의 대구층
- 동구 신암동 공사현장의 노두
북위 35° 53′ 20.6″ 동경 128° 37′ 38.1″ / 북위 35.889056°  동경 128.627250°
- 동구 신암동 공사현장의 노두
- 대불공원 동측, 대구광역시 북구 산격동 119-1
북위 35° 54′ 14.7″ 동경 128° 36′ 58.0″ / 북위 35.904083°  동경 128.616111°
- 진흥씨엔씨(북구 검단로 234-11) 전면
대구광역시 북구 검단동 1217-4
- 진흥씨엔씨(북구 검단로 234-11) 전면
대구광역시 북구 검단동 1217-4
- 동화천로 도로변에 드러난 노두
대구광역시 북구 지묘동 1390
- 대구 동구 용계로1길 36 앞의 노두. 겉보기와 달리 실제 지층의 색은 회색이다.
대구광역시 동구 용계동 56-3, 아트숲연수원아리카페 앞)
- 율하시티프라디움아파트 104동 북쪽
대구광역시 동구 용계동 56-13/56-17/56-12)
- 율하시티프라디움아파트 북동쪽
대구광역시 동구 용계동 146
북위 35° 52′ 28.9″ 동경 128° 41′ 39.7″ / 북위 35.874694°  동경 128.694361°
- 각산동 서부 임도 도로변
대구광역시 동구 (각산동 산 92-1/93-1)
- 각산동 서부 임도 도로변
대구광역시 동구 (각산동 산 93-1)
- 각산동 신지저수지 동측
대구광역시 동구 각산동 1116
- 대구혁신도시 서한이다음1차아파트 북쪽
대구광역시 동구 각산동 1029
- 대구새론초등학교 남동측
대구광역시 동구 각산동 1128
- 대구새론초등학교 남동측
대구광역시 동구 각산동 1128
- 대구혁신도시 서한이다음1차아파트 서측(이노밸리로29길 63)의 노두
대구광역시 동구 각산동
- 새론중학교 서측 이노밸리로 도로변에 드러난 노두
대구광역시 동구 각산동 1176
- 새론중학교 서측 이노밸리로 도로변에 드러난 노두
대구광역시 동구 각산동 1176
- 한국가스공사 본사 부근 계곡(이노벨리로57길 도로변)에 드러난 노두
대구광역시 동구 신서동 1139
- 반야월역작은도서관 부근 구 대구선 노반 옆에 위치한 노두
대구광역시 동구 신서동 775-13
- 혁신대로 도로변에 드러난 노두
대구광역시 동구 괴전동 650
- 율하천 상류 지역의 노두
대구광역시 동구 매여동 산 114
- 율하천 상류 지역의 노두. 남남서쪽으로 약 10°기울어 있다.
대구광역시 동구 상매동 산 64-1
- 대구국제공항 북동쪽 K2선에 드러난 노두
대구광역시 동구 방촌동 128-4
- 대공원역 부근 달구벌대로 사면의 노두. 남동쪽으로 16°정도 기울어 있다.
대구광역시 수성구 연호동 154-5
- 수성패밀리파크 인근 팔현길 도로 사면의 노두
대구광역시 수성구 고모동 산 3-1
- 매호천 공룡발자국 노두
대구광역시 수성구 시지동 434-1
- 매호천 공룡발자국 노두
대구광역시 수성구 시지동 434-1
- 매호천 공룡발자국 노두 표지판
- 경산 대구 가톨릭대학교 스트로마톨라이트
- 대구광역시 동구 효목동 망우당공원 아래쪽
- 왼쪽과 동일
- 대구광역시 동구 효목동 해맞이공원 하단 금호강변 (이하 동일)
- 대구광역시 동구 봉무동 금호강변 야구장 북쪽
- 금호강 자전거길 도로변, 대구광역시 북구 검단동
- 공항교각변공원 북단, 대구광역시 북구 복현동 620
- 공항교각변공원 (이하 동일), 대구광역시 북구 복현동
- 복현동 공항교각변공원

### 반야월층

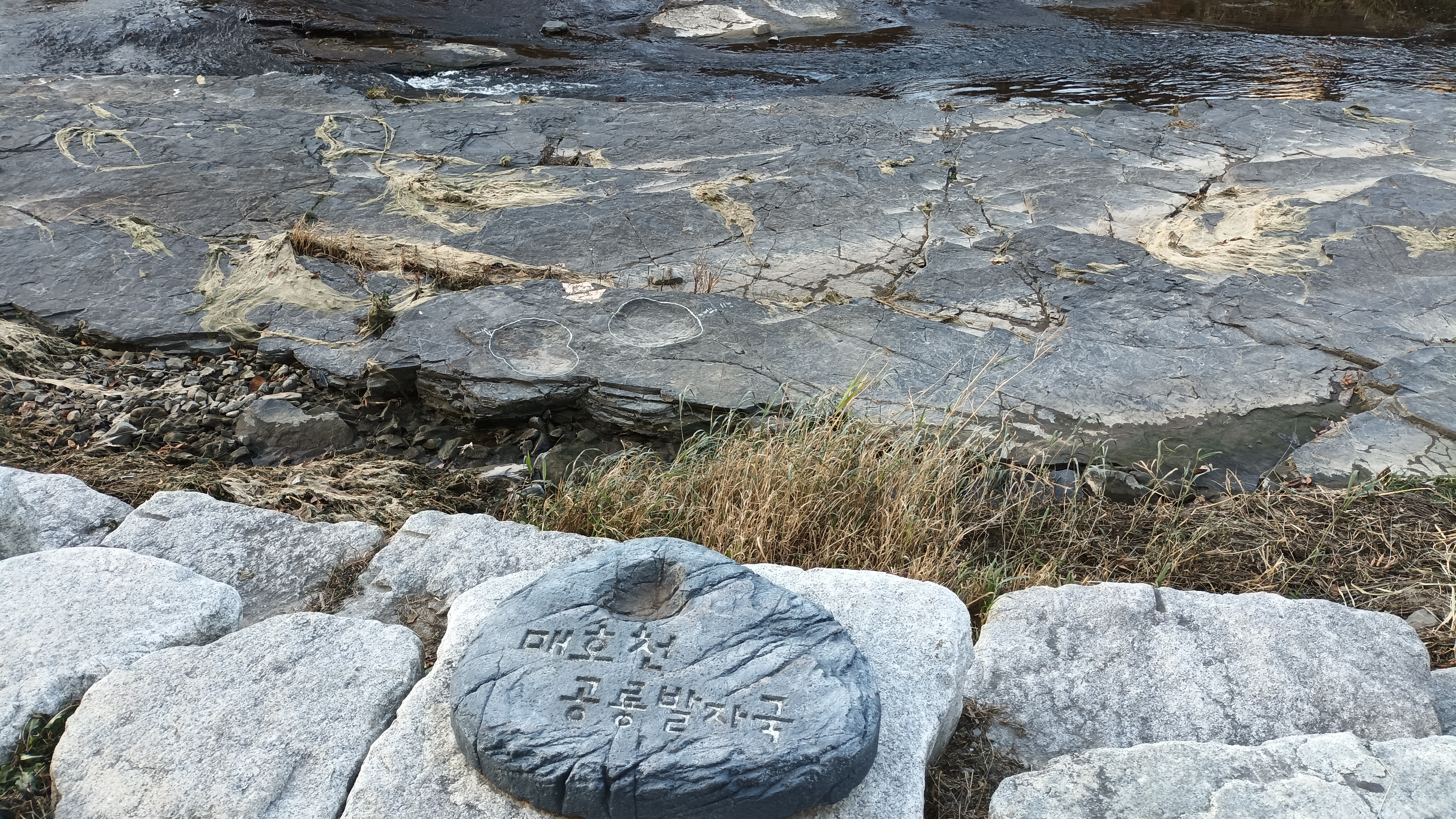
수성구 시지동 405-3
매호천 하천 대구층/반야월층 상에 드러난 공룡 발자국 화석이다.

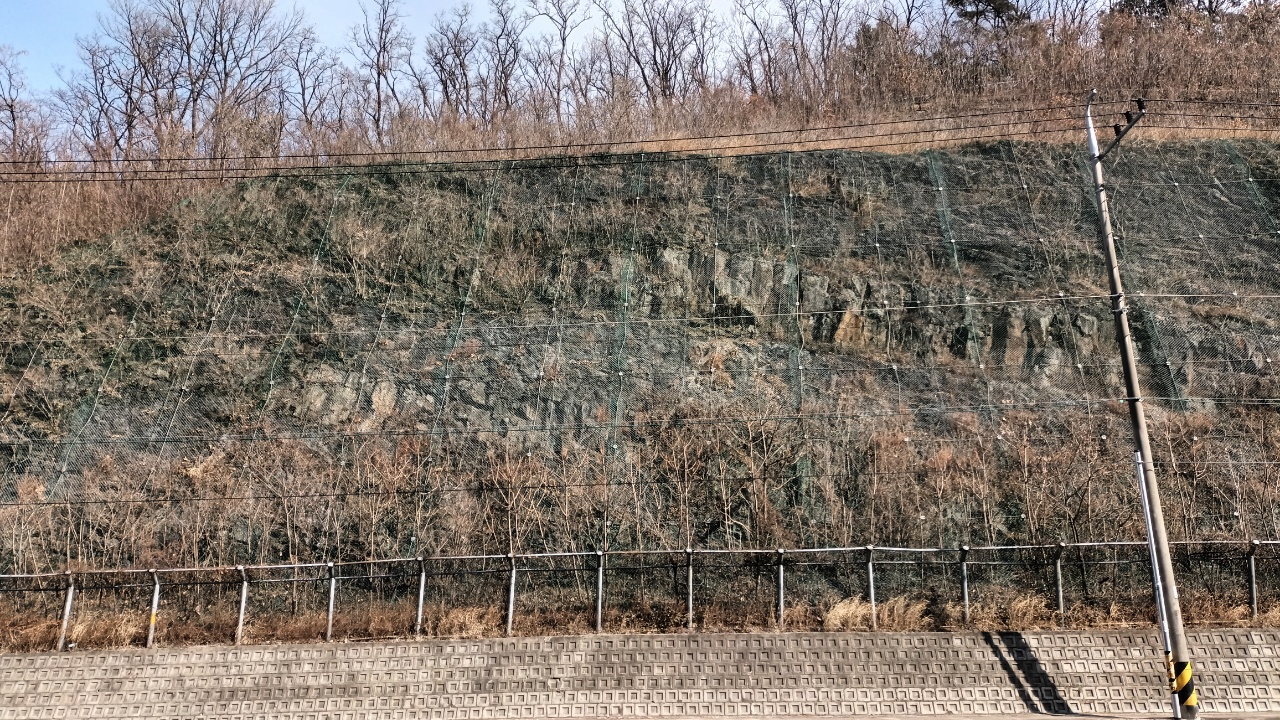
황금동과 범물동을 잇는 청호로 고갯길에 약 200 m 에 걸쳐 드러난 반야월층의 노두로 남남동쪽으로 약간 기울어 있다.

반야월층(Ksbw; Kyeongsang supergroup hayang group banyawol formation, 半夜月層)은 함안층 상위의 지층이며 층서상 대구층 상부에 해당한다. 반야월층은 대구광역시 달성군 화원읍 명곡리와 본리리 북서부에서 앞산 북쪽 앞산순환로 주변, 수성구 파동 북부와 두산동, 지산동, 삼덕동, 고산동 계곡 상부, 그리고 지층의 이름이 유래된 대구광역시 동구 반야월 지역에 이르기까지 분포한다. 
반야월층은 주로 담녹색(淡綠色; 엷은 녹색), 흑색 및 (암)회색 셰일과 이암으로 구성되어 있으며 지층 전반에 걸쳐 암상이 균질하다. 곳에 따라 녹회색 셰일 및 사암이 협재되거나 녹회색 이암질 셰일이 교호되며 간혹 연속성이 불량한 자색(赭色)층도 볼 수 있다. 앞산 북측 산사면에서는 화강반암과 안산암질 각력암에 의해 관입당해 있어 반야월층의 상한을 볼 수 없다. 반야월층의 상부에서는 담녹색에서 점차로 암회색을 띄어 암흑색 셰일로 구성되는 자인층으로 점이(漸移)된다. 
대구광역시 시내 지역에서 반야월층의 주향은 북동 75~80°, 경사는 남동 17~20°이며 지층의 두께는 약 1,100 m이다. 반야월층의 최대 퇴적 시기는 9600만 년 전으로 제한될 수 있다.
대구광역시 달서구 송현동 및 남구 대명동 일대에서 1994년 대구 도시철도 1호선 공사로 지표 아래 18 m 가 굴착되어 반야월층을 비롯한 암반이 드러났다. 이 지역에서의 주요 구성 암석은 담회색 내지 녹회색 안산암질 화산암류, 담회색 석회질 셰일, 담회색 중립질 사암 및 녹흑색 혼펠스이고 간혹 규장암맥이 수 m 폭으로 관입하고 있다. 안산암질 화산암류는 대부분 세립질 응회암으로서 괴상(塊狀)으로 산출되나 부분적으로 불규칙한 전단 절리들이 발달되어 있다. 지층의 대체적인 층리의 주향과 경사는 북동 50°에 남동 20°이나 국부적으로 경사 방향이 북서로 변화하는 곳이 많다. 근처의 유천층군 화산암류(앞산 화산암류)에 의해 교란된 것으로 보인다. 담회색 중립질 사암은 대부분 괴상으로 산출되나 셰일과 교호하는 곳에서는 층리의 발달이 양호하다. 이들 사암은 대체로 3 m 이하 두께로 석회질 셰일 내에 협재되고, 사암이나 안삼암질 화산암류와 접하는 곳에서 후기의 규장암맥이 부분적으로 관입하고 있는 것이 특징이다.
1995년 신천고수부지 시추코어에 의하면 지표 6.7~300 m까지 모두 셰일이고 거의 모든 깊이에서 방해석 세맥이 관찰되며 특히 85~143 m 간에는 황철석이 방해석 중에 산점되어 있으며 104~105 m, 124~125 m, 177.5~185 m 사이에는 방해석의 융해로 형성된 공동(空洞)이 관찰된다.

#### 신천 공룡 발자국 화석
대구광역시 도심부를 흐르는 하천 신천의 하상(河床)에서 공룡 발자국의 화석이 발견되었다. 그 중에서 공룡 발자국이 산출되는 지점은 동신교를 기준으로 수성교 방향으로 약 300 m 지점에 드러난 북동 60°방향의 반야월층으로, 공룡 발자국은 이암이 분포하는 약 10m 층후(層厚) 내에 1개의 층준에서 산출된다. 퇴적 구조로는 건열이 2개의 층준에서 나타나며, 암질을 기준으로 하부에서부터 적색 이암, 회색 이암, 암회색 셰일의 순서로 퇴적되었다. 신천 하상의 기반암은 반야월층으로 주로 암회색 셰일(dark gray shale), 회색 이암(gray mudstone) 그리고 적색 이암(reddish mudstone)으로 이루어져 있으며 주향과 경사는 북동 60°에 남동 10°이다. 이곳의 발자국 화석은 오랫동안 하천의 침식 작용과 하각(下刻) 작용으로 인해 발자국의 발가락 부분은 보존 상태가 대체적으로 불량하다. 공룡 발자국은 하부로부터 약 250 m 층준에서 산출된다. 공룡 발자국과 건열의 퇴적구조가 나타나는 것으로 보아 이 지역은 수심이 얕은 호성(湖成)의 퇴적 환경으로 추정된다.

#### 고산골공룡공원
대구광역시 남구 봉덕동의 고산골공룡공원(도로명주소 : 남구 용두2길 43)에는 반야월층 중에 공룡 발자국의 화석과 연흔(Ripple mark), 건열(mud crack) 구조가 드러나 있다. 이곳은 앞산 동북쪽 계곡 바닥의 반야월층의 혼펠스질 셰일과 셰일질이암에서 4 내지 5점의 조각류와 용각류에 해당하는 공룡의 발자국 화석이 드러나 있으며 연흔과 건열 구조도 드러나 있다. 이 공원은 2016년 9월 개장하여 화석 안내 표지판과 함께 공룡의 모형 화석 등 유소년을 위한 공룡 공원이 조성되어 있다. 공룡 발자국의 보존 상태가 뚜렷하지 않고 규모도 작지만 지역 주민들에게 자연사 체험의 여가 공간을 제공한다는 점에서 지질 유산의 사회적 활용을 극대화시킨 사례로 평가받고 있다. 공원에는 자동차 주차장이 있으며 간선 240, 349, 410번 버스(장류장 : 고산골입구)를 이용해서 갈 수 있다.
봉덕동 고산골공룡공원의 반야월층
- 반야월층에 드러난 고산골 화석지 공룡발자국화석 및 연흔 구조
- 반야월층에 드러난 고산골 화석지 건열 구조

#### 고산동 욱수천 공룡발자국 화석산지
수성구 고산동에서는 하천 바닥에 드러난 반야월층에서 공룡 발자국의 화석이 발견되었다. 시지4차태왕하이츠아파트 북동쪽 수성구 욱수천로 37 앞 욱수천 상에는 반야월층의 중~암회색의 셰일과 사암이 드러나 있으며 2개 층준에서 용각류가 남긴 공룡 발자국의 화석이 추정 14개 정도 보존되어 있다. 하천에 있는 하부층준에서는 앞발과 길이 25 cm, 폭 19 cm의 뒷발이 남겨져 있으며 보도에 있는 상부층준에서는 보행렬은 확인되지 않았으나 추정 4개의 발자국 화석이 있다. 현지 안내판에 따르면 2001년 성명여자중학교 교사에 의해 발견되었다고 한다. 
고산동 욱수천 공룡발자국 노두
- 욱수천 공룡발자국화석산지의 반야월층
- 안내 표지판
- 화석산지 앞의 암회색 반야월층 노두

#### 범물터널 동부 반야월층 노두
수성구 지산동의 범물터널 동쪽에는 회차로가 있는데 이 회차로의 남측에는 철조망으로 가려져 있으나 반야월층의 노두가 잘 드러나 있다. 범안로 2 옆에 드러난 이 노두에는 반야월층의 암회색 셰일과 하얀색 석회암층이 교호하는 층리가 잘 관찰되며 단층도 관찰된다. 
범물터널 동부 범안로 도로변의 반야월층과 정단층
- 범물터널 동부 범안로 절개사면의 노두
대구광역시 수성구 지산동 1574
- 범물터널 동부 회차로 사면에 노출된 노두
대구광역시 수성구 지산동 1574 (이하 동일)
- 흰색층과 암회색층이 교호(交互)하고 있다. 반야월층의 상부에서는 담녹색에서 점차로 암회색을 띄어 암흑색 셰일로 구성되는 자인층으로 점이(漸移)되는 점을 고려하면 사진의 지층은 반야월층의 상부로 추정된다.
- 층리가 명확하게 드러난 교과서적인 지층이다.
- 흰색 층리 부분이 연속되지 않고 상당수 끊어진 것으로 보아 단층으로 보인다.
대구광역시 수성구 지산동
- 왼쪽 사진의 아래쪽 끝을 확대한 사진이다. 가운데 흰색 부분이 끊어진 양상으로 보아 정단층으로 보인다.

| 도폭     | 구성 암석                                                              | 산출 화석                                               | 두께 (m) |
| -------- | ---------------------------------------------------------------------- | ------------------------------------------------------- | -------- |
| 신령도폭 | 녹회색 내지 암회색, 적색(하부) 셰일과 실트스톤, 박층의 담수성 석회질암 | -                                                       | 1500~    |
| 대구도폭 | 흑색 셰일                                                              | 신천 공룡 발자국 화석 Estherids (담티고개)              |          |
| 경산도폭 | 담녹색, 암회색 셰일과 이암                                             | 고산골공룡공원 공룡 발자국 화석 욱수천 공룡 발자국 화석 |          |

### 건천리층

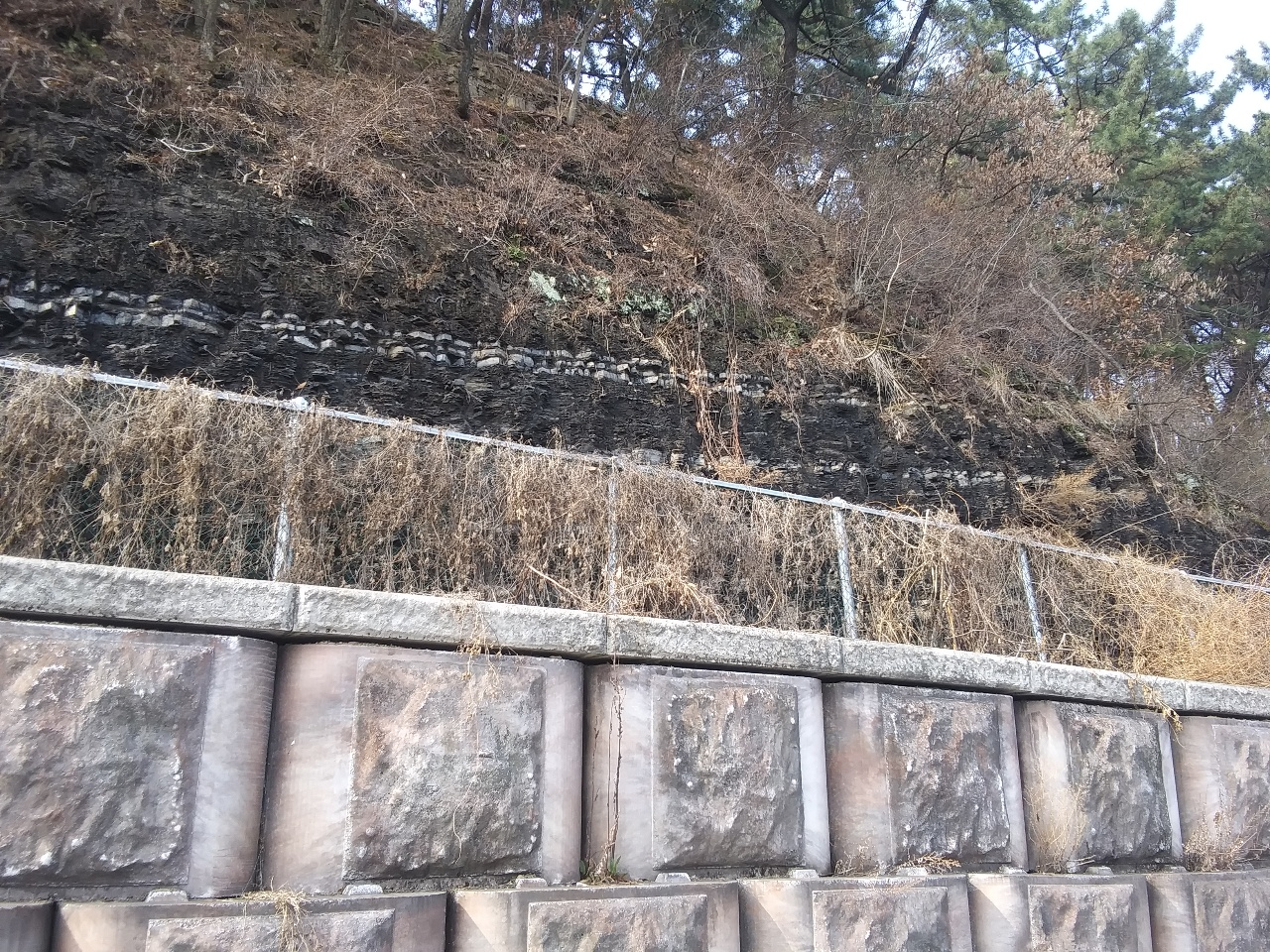
가천역 동쪽 경부선 철도 및 천을로 23길 도로 절개 사면에 드러난 건천리층의 흑색 셰일 노두이다. 남동쪽으로 약 15°정도 기울어 있다.

건천리층(Kks/Dks; Kyeongsang supergroup hayang group Geoncheonri formation, Kansenri formation, 乾川里層)은 경주시 건천읍 건천리를 중심으로 분포하는 대구층 상위의 지층이다. 대구광역시 내에서는 북동 주향에 남동쪽으로 16~20° 정도 기울어 있으며 수성구 고산3동의 고산(95.3 m) 주변과 가천역 남쪽의 우산(123.9 m)-천을산(156 m)-제5군수지원사령부 일대에 소규모 분포한다. 가천역과 우산 부근에서 이 지층의 노두를 잘 볼 수 있으나 대부분 지층의 원래 색(암회색)을 알아볼 수 없을 정도로 심하게 풍화되어 있다. 이 지층은 주로 암회색의 셰일, 사암, 이암으로 구성되며 연흔과 건열 구조가 발달하고 어두운 색의 석회암이 협재된다. 지층의 두께는 약 800 m이다. 건천리층의 고지자기를 측정한 결과 정자극기의 방향으로 자화되어 있으며, 건천리층은 백악기 말 상파뉴절(Campanian; 70.6–83.5 Ma) 중기-말기에 약 400만년간 퇴적된 지층일 것으로 추정된다.

### 자인층
자인층(Kja; Kyeongsang supergroup hayang group Jain formation, 慈仁層)은 경산시 자인면을 중심으로 분포하는 지층이다. 대구광역시 내에서는 삼덕동 중부, 대구스타디움 일대 등지에 소규모로 분포하고 있으며 대구스타디움 남측 도로변에서 이 지층의 노두를 관찰할 수 있다. 반야월층과는 점이(漸移)적인 관계를 이루고 있으며 주로 암회색 내지 흑색 셰일로 구성되어 있다. 흑색 셰일 중에는 흔히 담수성 석회암이 협재되어 있다. 두께는 400 m 이상에 달하는 것으로 보인다. 이 지층은 건천리층과 대구층의 최상부의 일부를 포함한 것이다. 경주, 영천도폭에서는 사이에 있는 채약산 분암층을 경계로 하여 그 하부를 대구층, 상부를 건천리층이라 명명하였다. 그러나 채약산 분암층인 안산암류가 지역적인 분포를 이루고 있어 안산암이 없는 곳에서는 대구층 최상부의 흑색 셰일층과 건천리층의 흑색 셰일이 유사해 둘을 구분하기 어렵다. 따라서 반야월층의 상위에 있는 흑색 셰일대를 자인층으로 정하였다.
수성구의 자인층
- 욱수천 하천변의 노두
대구광역시 수성구 고산1동 (욱수동 49)
- 대구스타디움 남측 도로 사면의 노두
대구광역시 수성구 노변동 650/685-1
- 범안로 20길 사면의 노두
대구광역시 수성구 범물동 1294 (이하 동일)
- 수성구 범물동 1294, 대구복명초등학교 남동쪽
범안로20길 도로변에 드러난 자인층의 노두이다.
흑색 셰일층 가운데에 하얀색 지층이 협재된다.

### 화산층
화산층(Ksws; Kyeongsang supergroup hwasan formation, 華山層)은 대구광역시 군위군 삼국유사면 괴산리와 영천시 신녕면 가천리의 경계에 위치한 화산[華山, 827.1 m]을 중심으로, 그 주변을 환형[環形]으로 둘러싸는 노고산 환상(環狀)단층 안쪽에 반원형으로 분포하는 혼펠스 지층이다. 반야월층의 상위에 있으며 자인층 내지 건천리층에 대비된다.
화산층은 전체가 혼펠스로 변성되어 있어 풍화, 침식에 대한 저항력이 강해 고산 지형을 이룬다. 화산층은 주로 암회색 내지 흑색 혼펠스로 되어 있으며 매우 치밀하고 엽리가 발달되어 있다. 엽리는 엷은 색과 어두운 색의 띠가 대상(帶狀) 구조를 형성한다. 군위군 고로면 화수동 부근 국도 제28호선 도로상에 노출된 담수성 석회암층에는 담수성 석회조(石灰藻) 화석이 발견된다. 화산층은 하위에 있는 반야월층과 점이적이고 정합적인 관계가 있고 흑색이고 엽리가 매우 발달되어 있어 유천 소분지의 자인층(건천리층)에 대비되는 것으로 추정된다. 화산층은 상한이 존재하지 않아 전체 두께를 알 수 없으나 800 m 이상에 달할 것으로 예상된다. 혼펠스로 변질된 화산층은 현미경 하에서 반야월층의 것과 유사하다.
군위군의 화산층
- 군위군 동부로 6 전면
북위 36° 06′ 22.0″ 동경 128° 44′ 55.0″ / 북위 36.106111°  동경 128.748611°
- 동부로 103 입구
북위 36° 06′ 42.0″ 동경 128° 45′ 05.0″ / 북위 36.111667°  동경 128.751389°
- 화수길 36 건물 아래
북위 36° 07′ 27.0″ 동경 128° 45′ 24.0″ / 북위 36.124167°  동경 128.756667°

경산도폭(1971)에 제시된 도폭별 경상 누층군 지층 대비표
| 지질도폭 | 지질도폭 | 왜관, 대구, 영천, 경주 (1929)       | 밀양 (1924)                            | 마산, 김해, 진동, 양산, 청도 (1963~1964)     | 경상분지 전역 (1968)        | 경산도폭 (1971)                                |
| -------- | -------- | ----------------------------------- | -------------------------------------- | -------------------------------------------- | --------------------------- | ---------------------------------------------- |
|          | 불국사통 | 산성 암맥, 석영 반암 화강암, 섬록암 | 석영 반암 화강암, 섬록암               | 산성/염기성 암맥류                           | 화강암류                    | 산/중성 암맥류 등                              |
|          | 신라통   |                                     |                                        |                                              | 운문사 산성암류             | 안산반암(斑巖) 관입 안산암질 각력암 안산암질암 |
|          | 신라통   | 주사산 분암(玢巖)층                 | 휘석분암(輝石玢巖)                     | 작약(芍藥)산 안산 반암(斑巖) 주산 안산암질암 | 주산 안산암 안산암질 각력암 | 안산반암(斑巖) 관입 안산암질 각력암 안산암질암 |
|          | 신라통   |                                     | 분암(玢巖)질 응회암 녹색 각력암의 일부 | 팔룡산 및 수양산 응회암의 일부               | 팔룡산층                    | 자양산층                                       |
|          | 신라통   | 건천리층                            | 석회암                                 | 진동층                                       | 자인층                      | 자인층                                         |
|          | 신라통   | 채약산 분암층                       | 석회암                                 | 진동층                                       | 자인층                      | 자인층                                         |
|          | 신라통   | 대구층                              |                                        | 진동층                                       | 송내동층                    | 자인층                                         |
|          | 신라통   | 대구층                              | 반야월층                               | 진동층                                       | 송내동층                    |                                                |
|          | 신라통   | 대구층                              | 반야월층                               | 진동층                                       |                             |                                                |
|          | 신라통   | 대구층                              | 함안층                                 |                                              |                             |                                                |

### 대구광역시의 지하수
대구광역시 충적층에는 자갈과 모래가 적어 지하수가 별로 없지만, 반야월층에는 렌즈상의 대수층(帶水層)이 많이 있으며 일 채수량이 300~1,000 m3나 되는 대수층도 넓게 발달한다. 반야월층의 대수층은 석회질 성분이 많은 불연속적인 렌즈 모양으로 분포한 이회암층이다. 이회암층의 두께는 10~30 cm로서 보통 거의 같은 두께의 이암 또는 셰일의 얇은 층과 교호하여 호층대를 이루며 이 호층대가 대수층이다. 이 대수층은 렌즈 모양이며 집단적으로 분포하고 대수층의 암석층은 지하수에 의해 용해되어 공극을 형성하여 지하 수로를 형성한다. 지하수의 평균 경도는 대구광역시 외곽의 팔공산이나 앞산 일대에 분포하는 화강암과 안산암의 지하수는 연수(軟水)이지만 대구광역시 중심부의 함안층이나 반야월층의 지하수는 경수(硬水)의 특징을 보인다.
대구광역시 중심부 지역의 지하수는 시내의 하천으로부터 공급되며 생활하수와 산업폐수로 많이 오염되어 있다. 특히 공단천과 달서천 부근 함안층 내 지하수는 산업폐수의 유입으로 반야월층의 지하수보다 납, 니켈, 코발트, 카드뮴, 망가니즈, 철 등 중금속의 함량이 더 높게 나왔다. 함안층과 반야월층의 지하수에는 나트륨, 칼륨, 칼슘, 마그네슘 이온이 포함되며 특히 황산이온과 탄산이온이 상대적으로 높은 수치가 나오는데 황산이온은 퇴적암 내 광범위하게 산점하는 황철석에서, 탄산이온은 퇴적암의 공극을 채운 세맥(細脈)상의 방해석에서 기인한 것으로 보인다. 암석 중 세맥상으로 분포하는 탄산염 광물은 물에 녹아 공동(空洞)이 형성되기도 한다. 금호강 주변에 위치하는 검단공단, 3공단, 염색공단에서는 1996년 당시 1일 10,291m3 지하수를 이용하고 있었다.

## 경상 누층군 유천층군

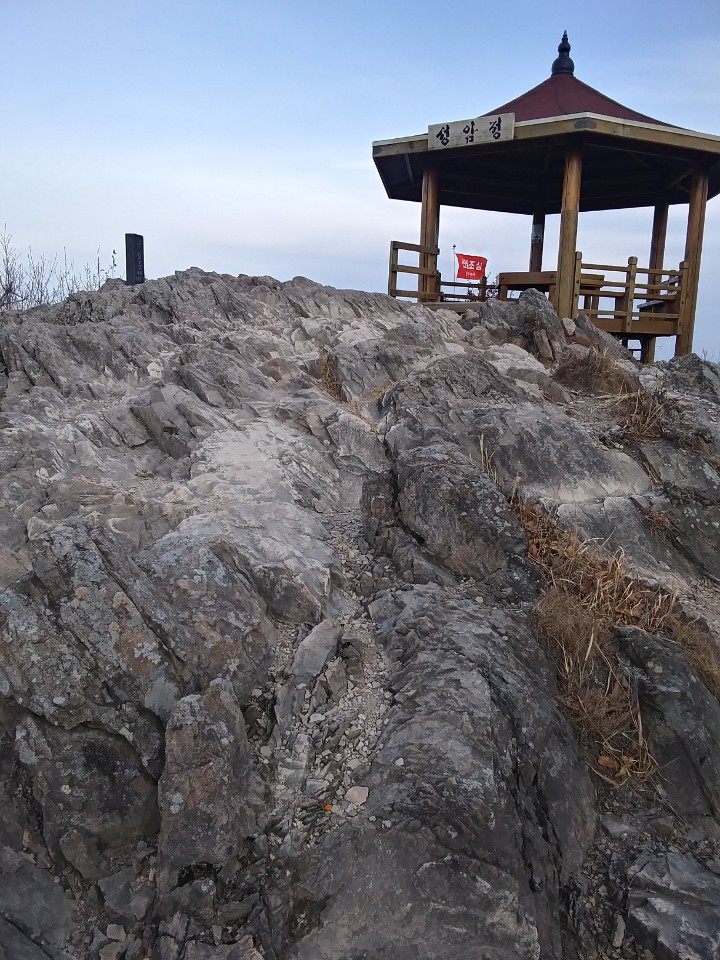
수성구 고산동과 경산시의 경계에 위치한 성암산에 드러난 주산안산암질암의 모습이다.

경상 누층군 유천층군(Yucheon Group)은 경상 누층군의 최상위 지층으로, 주로 화성 쇄설물과 화산암류로 구성되어 있다. 대구광역시에서는 주로 앞산 주변과 수성구 대덕산(603.7 m), 달성군 최정산(906.2 m), 비슬산(992.1 m) 일대의 산악 지역에 분포하고 있다.

### 주산안산암질암
주산안산암질암류 안산암질암(Kan; Jusan andesitic rocks)은 비슬산 주변과 팔조령, 상원산(673.4 m) 일대, 대덕산(603.7 m)과 성암산(472.3 m) 일대의 산악 지역에 분포하는 안산암질 암석이다. 본 암석은 대덕산-성암산 북측의 수성구 범물동-삼덕동-욱수동에 이르는 지역에서 하양층군 자인층을 관입하였고 화강암류와 안산 반암에 의해 관입당하였다. 범물동 계곡의 관입 접촉면에서는 기존 암석인 자인층의 흑색 셰일을 파쇄하여 접촉 각력암을 형성케 하였다. 본 암석은 대체로 암녹색 내지 암갈색을 띠며 달성 광산 부근에서와 같이 불국사관입암류 석영몬조나이트(Kqm)에 의한 관입 접촉대에서는 열수 변질 작용(Hydrothermal alteration)에 의해 회백색을 띠기도 한다. 본 암석은 암질(巖質)에 있어 치밀하고 세립질인 것에서부터 조립질이고 수많은 각력을 함유하는 것에 이르기까지 다양하다.

### 각력암
관입 석영 안산암질 각력암(Kidb; intrusive desite breccia) 또는 최정산 각력암체는 달성군 가창면의 최정산(906.2 m)을 중심으로 반경 8 km 에 달하는 큰 암체를 형성하고 있으며 화산 작용과 밀접한 관계가 있다. 이 암체(巖體)는 앞산 주변에서는 하양층군 반야월층과 관입 접촉하고 있으나 최정산 남쪽에서는 화강반암류(Kqp)에 의해 관입당해 있다. 앞산 주변의 퇴적암과의 관입 접촉부에서도 지질 구조적으로 약한 선을 따라 관입한 화강반암과 규장암(Kfl)과 관입 접촉 관계를 가진다. 그리고 본 암체는 중심부인 가창호 주변에서 석영몬조나이트(Kqm)에 의해 관입당했다. 즉 화강암류를 비롯한 산성 암맥(巖脈)들은 최정산 각력암체의 주변부에서 환상(環狀) 암맥(ring dike)과 같은 외양을 형성하고 있다. 전체적으로 종합해 보면 최정산 각력암체의 중심부에 관입한 석영몬조나이트를 핵으로 하여 돔(dome)의 구조를 이루고 있으며 최정산 각력암체가 화산의 뿌리였던 것으로 보인다. 월촌-본리동 일대에 분포하는 화산암층(규장암류)는 최정산 각력암체의 화도(火道)로부터 분출된 것이다. 본 암석은 풍화에 대한 저항력이 강해 높은 산지와 험준한 절벽을 형성한다. 본 암체의 중앙부에 있는 각력암은 석영 안산반암질 각력암이나 그 주변부에는 안산암질 각력암 등이 분포한다. 대체로 동심원 모양으로 나타나는 암질의 차이는 화산의 뿌리에 충전한 각력암의 관입이 한 시기에 국한된 것이 아니라 여러 번 있었음을 의미한다. 실제로 가장 후기의 것으로 믿어지는 석영 안산암질 각력암 중의 각력 중 다른 안산암질 각력암의 암편(巖片)들이 발견된다. 이러한 사실은 각력암의 생성이 2회 이상 있었다는 사실을 지시한다.
유동 안산암질 각력암(Kfab; flow andesitic breccia)은 달성군 비슬산 부근, 옥포읍 반송리 남동부와 가창면 정대리 남서부에 국지적으로 분포하는 각력암이다. 이것이 관입 각력암(intrusive breccia)인가 또는 유동 각력암(flow breccia)인가에 대해서는 확언할 수 없으나 최정산 각력암체 부근에 분포하고 있고 본 암 중에 유동(流動) 구조가 발달되어 있는 것으로 보아 최정산 각력암체의 분포 지역이 분화구로 추정할 경우 그로부터 유출된 유동 각력암으로 보인다. 본 암석은 흑갈색 내지 암녹색을 띠며 풍화에 대한 저항력이 강하여 고산 지역에 분포한다. 암편(巖片)은 장축 5 cm 내외의 것들이 많으며 원도(圓度)가 비교적 발달되어 관입 석영 안산암질 각력암과 쉽게 구별된다.

### 군위군 화산 칼데라
대구광역시 군위군 삼국유사면과 영천시 화산면의 경계에 위치한 화산(827.1 m, 華山)은 직경 16×13 km의 타원형 윤곽에 환상[環狀; 고리 모양] 단층과 암맥이 있고 화산암층이 분포하여 이를 화산 칼데라라고 한다. 칼데라는 이중의 함몰 구조를 나타내는데, 초기에 유문암질 화성암의 분출에 의해 직경 16×13 km의 칼데라가 형성되었고 이후 1,300 m 함몰되어 기반암의 분지 구조가 형성되었다. 칼데라 중심부에서 용결응회암이 관입하였고 다시 함몰이 일어나 틈이 생겼고 여기에 화강암이 관입하였다. 이후 함몰한 지괴 내에서 북서 60° 주향의 정단층 운동이 일어났다.
경상계 아화산암복합체 유문암질 각력암(Kav1)은 군위군 삼국유사면 양지리와 장곡리 일대에 분포하며 아화산암체 중 가장 초기에 관입했고 흔히 암갈색 내지 갈회색을 띤다. 경상계 아화산암복합체 유문반암 또는 석영반암(Kav2)은 화산 칼데라 내부에 군위댐을 중심으로 군위군 고로면 화북리, 괴산리, 학성리, 인곡리 등지에 넓게 분포한다. 여러 곳에서 유문암질 각력암(Kav1)을 관입하고 유문반암과 석영반암으로 구성된다. 석영반암은 자형 내지 반자형의 석영, 사장석, 정장석 등의 반정(斑晶)으로 구성된다.
화산 칼데라의 화성암
- 일연공원 금암절벽(높이 100 m)
- 삼국유사면 화북리, 지방도 제908호선 도로변
- 군위 학소대, 인각사 전면 위천 하상

## 불국사 화강암류
불국사 화강암은 백악기 말 불국사 조산운동 시기에 관입한 화강암으로 대구시의 팔공산 화강암 등이 여기에 속한다.

### 팔공산 화강암
팔공산 화강암(Kgr)은 대구광역시 북부의 팔공산을 중심으로 북서-남동 방향의 장축을 가지고 타원체의 형태의 암주상 관입암체로 약 240 km2의 면적으로 노출되어 있는 화강암으로 등방성(等方性)의 중립질 흑운모-각섬석 화강암이 우세하나, 섬록암, 각섬석 화강암, 석영몬조니암, 화강반암의 화성암류도 소규모 산출되며 석영, 사장석, 알칼리장석, 흑운모, 각섬석의 광물로 구성되어 있다. 팔공산 화강암을 포함한 불국사 화강암류들의 각섬석 지압계(Al-in hornblend)로부터 계산된 불국사 화강암류들의 관입 심도는 압력 2.8kb 이상인 10 km 이하의 천부 지각에 관입한 것임을 나타낸다. 중력탐사 단면도에서 팔공산 화강암은 최대 심도가 7 km와 5 km에 이르는 관입뿌리(feeders zone)를 가지고 있으며 최대 심도를 갖는 관입뿌리(feeder zone)는 현재 지표상에 노출된 화강암체의 중심으로부터 남서쪽에 위치한다. 팔공산화강암의 전암 Sr-Rb 연대는 84±9 Ma이고 흑운모와 알카리 장석에 대한 K-Ar 연대는 각각 71~72 Ma와 43~44 Ma이며 저어콘과 인회석에 대한 피션트랙(Fission track) 연대는 65 및 53 Ma이다. 본 화강암체의 후기 관입활동의 산물로서 화강암체 내와 혼펠스화된 퇴적암의 최외곽부에 열수광맥형 광산들이 산재해 있으며 칠곡 광산을 비롯 현재는 가행되는 않는 폐광산들이 다수 존재한다. 팔공산 화강암체는 경상 누층군을 관입하면서 접촉 변성대를 형성시켰다.

### 흑운모 화강암
각섬석 흑운모 화강암(Khbgr; hornblende biotite granite)은 비슬산 부근 유가읍 양리에서 안산암질암과 유동 안산암질 각력암(Kfab)을 관입하고 있다. 이들은 풍화에 대한 저항력이 매우 강하여 신선한 노두가 잘 나타나 있고 험준한 지형을 이루며 큰 간격의 수직 절리들이 발달하여 흔히 산사면에서는 큰 절벽을 형성하고 있기도 하다. 본 암석은 등립상(等粒狀) 완정질(完晶質)이고 중립(中粒) 내지 조립질이다. 주요 구성 광물은 정장석, 사장석, 석영, 흑운모와 각섬석이고 부차적인 구성 광물로 자철석, 전기석, 인회석 등을 수반한다. 사장석은 변질 작용(alteration)을 거의 받지 않았으며 정장석과 사장석의 비율은 약 6 : 4이다. 소량의 전기석은 주상(柱狀)의 자형(自形)으로 산출된다. 달성 비슬산 암괴류의 암괴류가 이 암석으로 구성된다.

### 화강반암
화강반암류(Kgp; granite porphyry)는 최정산 각력암체(Kidb)의 남쪽을 둘러싸고 있으며 앞산 부근에서 환상(環狀) 암맥을 이루는 규장암과 함께 암맥상으로 관입하여 있기도 하다. 본 암체는 주로 몬조니 반암(斑巖)과 화강 반암으로 구성되어 있으나 곳에 따라서 광물 조성과 조직에 있어서 다양하다. 광물 조성으로 보아 화강암, 몬조나이트, 화강섬록암 등에 속하는 암석들의 집단이다. 조직에 있어서는 화강암질에서부터 반상(斑狀) 조직을 갖는 암석들의 집단으로서 이들은 서로 혼재되어 있다. 이러한 현상은 본 암체의 침식에 의해 암체의 정상부만이 노출되었기 때문에 동일 마그마 원(co-magmatic)으로서 마그마 분화(分化)와 장소에 따르는 고결(固結) 현상의 차이로 인하여 다양성을 보이는 것으로 믿어진다. 본 암체를 구성하는 암석은 흑운모 화강암, 각섬석 화강암, 화강 반암, 석영몬조니규암, 마산암, 화강섬록반암 등으로 세분될 수 있으나 이들은 서로 점이적이고 혼재되어 있다.

### 석영몬조나이트
석영몬조나이트(Kqm; quartz monzonite)는 가창면 단산리와 가창호 남서측에 분포한다. 최정산 각력암체의 중심부인 가창호 남서측에서는 동 암체의 핵을 이루기도 한다. 본 암석은 안산암질 암류를 관입하였으며 각섬석 흑운모 화강암과 다르게 침식에 대한 저항력이 약하여 계곡부와 산록부에 발달한다. 기존 암석에 심한 열수 변질 작용을 가하여 그의 풍화토는 적갈색을 띤다. 이러한 몬조나이트의 열수 변질 작용은 달성 광산과 경산 코발트 광산 등의 광상을 형성하였으며 주변의 안산암질암을 변질시킨 열수 광화(鑛化) 용액의 모체가 되는 것이다. 본 암석은 곳에 따라서 몬조나이트, 아다멜라이트(adamellite) 완정질(完晶質)이고 등립질(等粒質)로서 매우 조립질이다. 주요 구성 광물은 장석류, 석영, 흑운모와 각섬석이다. 정장석과 사장석은 거의 같은 양의 조성을 이루어 몬조나이트로 대표할 수 있다. 흑운모는 흔히 녹색을 띤다.

### 규장암
규장암류(Kfl; felsic rocks)는 최정산 각력암체의 북부 앞산 주변에서 반환상(半環狀)으로 분포하고 있다. 규장 반암, 석영 반암, 규장암, 장석 반암 등으로 구성되며 광물 조성에 있어서는 차이를 보여 주지 않으나 조직에 있어서는 현저한 차이를 나타낸다.
이상을 정리하면 다음과 같다.
| 구 분                 | 구 분       | 왜관도폭 (1928) 달성군 다사읍 | 왜관도폭 (1928) 달성군 다사읍   | 왜관도폭 (1928) 달성군 다사읍 | 대구도폭 (1928) 서, 북, 동, 중구, 수성구 북부 | 대구도폭 (1928) 서, 북, 동, 중구, 수성구 북부 | 대구도폭 (1928) 서, 북, 동, 중구, 수성구 북부 | 영천도폭 (1928) 하양읍, 영천시 | 영천도폭 (1928) 하양읍, 영천시 | 영천도폭 (1928) 하양읍, 영천시 | 현풍도폭 (1970) 옥포읍, 논공읍, 고령군 | 현풍도폭 (1970) 옥포읍, 논공읍, 고령군                                        | 현풍도폭 (1970) 옥포읍, 논공읍, 고령군 | 경산도폭 (1971) 가창면, 경산시 서부                         | 경산도폭 (1971) 가창면, 경산시 서부 | 경산도폭 (1971) 가창면, 경산시 서부 | 자인도폭 (1973) 경산시 남부 | 자인도폭 (1973) 경산시 남부                                                               | 자인도폭 (1973) 경산시 남부 | 창녕도폭 (1969) 유가읍 남부, 구지면 | 창녕도폭 (1969) 유가읍 남부, 구지면                             | 창녕도폭 (1969) 유가읍 남부, 구지면 |  |
| 구 분                 | 구 분       | 지층명                        | 구성 암석                       | 두께                          | 지층명                                        | 구성 암석                                     | 두께                                          | 지층명                         | 구성 암석                      | 두께                           | 지층명                                 | 구성 암석                                                                     | 두께                                   | 지층명                                                      | 구성 암석                           | 두께                                | 지층명                      | 구성 암석                                                                                 | 두께                        | 지층명                              | 구성 암석                                                       | 두께                                |  |
| --------------------- | ----------- | ----------------------------- | ------------------------------- | ----------------------------- | --------------------------------------------- | --------------------------------------------- | --------------------------------------------- | ------------------------------ | ------------------------------ | ------------------------------ | -------------------------------------- | ----------------------------------------------------------------------------- | -------------------------------------- | ----------------------------------------------------------- | ----------------------------------- | ----------------------------------- | --------------------------- | ----------------------------------------------------------------------------------------- | --------------------------- | ----------------------------------- | --------------------------------------------------------------- | ----------------------------------- |  |
|                       | 관 입 암 류 | -                             | -                               | -                             | -                                             | -                                             | -                                             | -                              | -                              | -                              | -                                      | -                                                                             | -                                      | 규장암류 (Kfl)                                              | 규장암 규장 반암                    | -                                   | 규장암 (Kfl)                | 규장암                                                                                    | -                           | -                                   | -                                                               | -                                   |  |
| -                     | -           | -                             | -                               | -                             | -                                             | -                                             | -                                             | -                              | -                              | -                              | -                                      | 석영몬조나이트 (Kqm)                                                          | 석영몬조나이트                         | -                                                           | 석영몬조니암 (Kqm)                  | 석영몬조니암                        | -                           | -                                                                                         | -                           | -                                   |                                                                 |                                     |  |
| -                     | -           | -                             | 팔공산 화강암 (Kgr)             | 흑운모 화강암                 | -                                             | 팔공산 화강암 (Kgr)                           | 흑운모 화강암                                 | -                              | 흑운모 화강암 (Kbgr)           | 흑운모 화강암                  | -                                      | 화강반암류 (Kgp)                                                              | 화강반암 몬조니 반암                   | -                                                           | -                                   | -                                   | -                           | -                                                                                         | -                           | -                                   |                                                                 |                                     |  |
|                       |             |                               |                                 |                               |                                               |                                               |                                               |                                |                                |                                |                                        |                                                                               |                                        |                                                             |                                     |                                     |                             |                                                                                           |                             |                                     |                                                                 |                                     |  |
|                       | 유 천 층 군 | -                             | -                               | -                             | -                                             | -                                             | -                                             | 주사산 분암층 (Kss)            | 휘석반암 자색응회암            | -                              | 주산 안산암질암 (Kan)                  | 안산암, 안산반암 조면안산암                                                   | -                                      | 유동 안산암질 각력암(Kfab) 관입 석영 안산 암질 각력암(Kidb) | 각력암                              | -                                   | 주산 안산암질암 (Ka)        | 안산암질암                                                                                | -                           | 주산 안산암질암 (Kjan)              | 안산암 조면질 안산암                                            | -                                   |  |
| 주산안산암질암류(Kan) | 유 천 층 군 | -                             | -                               | -                             | -                                             | -                                             | -                                             | 주사산 분암층 (Kss)            | 휘석반암 자색응회암            | -                              | 주산 안산암질암 (Kan)                  | 안산암, 안산반암 조면안산암                                                   | -                                      | 안산암질암 치밀안산암질암                                   | -                                   |                                     | 주산 안산암질암 (Ka)        | 안산암질암                                                                                | -                           | 주산 안산암질암 (Kjan)              | 안산암 조면질 안산암                                            | -                                   |  |
| -                     | -           | -                             | -                               | -                             | -                                             | -                                             | -                                             | -                              | -                              | -                              | -                                      | 자양산층 (Kja)                                                                | 안산암 응회암질 셰일 사암 역암         | -                                                           | -                                   | -                                   | -                           | -                                                                                         | -                           | -                                   |                                                                 |                                     |  |
|                       |             |                               |                                 |                               |                                               |                                               |                                               |                                |                                |                                |                                        |                                                                               |                                        |                                                             |                                     |                                     |                             |                                                                                           |                             |                                     |                                                                 |                                     |  |
|                       | 하 양 층 군 | -                             | -                               | -                             | 건천리층 (Kks)                                | 암회색 셰일 사암 이암                         | 800                                           | 건천리층 (Kks)                 | 암회 셰일 사암 이암            | 800                            | 진동층 (Kjd)                           | 암회색 셰일 사질 셰일 알코스사암                                              | 1500~                                  | 자인층 (Ksja)                                               | 암회색 내지 흑색 셰일 석회암        | 400~                                | 채약산 화산암층 (Kcha)      | 안산암                                                                                    | -                           | 진동층 (Kjd)                        | 암회색 내지 흑색 셰일 사질 셰일 녹회색 셰일 알코스사암          | ~2500                               |  |
|                       | 하 양 층 군 | -                             | -                               | -                             | - (채약산층 없음)                             | - (채약산층 없음)                             | - (채약산층 없음)                             | 채약산 분암층 (Ksy)            |                                | -                              | 진동층 (Kjd)                           | 암회색 셰일 사질 셰일 알코스사암                                              | 1500~                                  | 자인층 (Ksja)                                               | 암회색 내지 흑색 셰일 석회암        | 400~                                | 자인층 (Kja)                | 흑색 내지 암회색 셰일 실트스톤 사질 셰일 세립사암 슬레이트질 셰일 녹·자색 셰일 알코스사암 | -                           | 진동층 (Kjd)                        | 암회색 내지 흑색 셰일 사질 셰일 녹회색 셰일 알코스사암          | ~2500                               |  |
| l                     | 하 양 층 군 | 대구층 (Kt)                   | 이암 셰일 사암                  | 2000                          | 대구층 (Kt)                                   | 이암 셰일 사암                                | 2000                                          | 대구층 (Kt)                    | 이암 셰일 사암                 | 2000                           | 진동층 (Kjd)                           | 암회색 셰일 사질 셰일 알코스사암                                              | 1500~                                  | 자인층 (Ksja)                                               | 암회색 내지 흑색 셰일 석회암        | 400~                                |                             |                                                                                           |                             | 진동층 (Kjd)                        | 암회색 내지 흑색 셰일 사질 셰일 녹회색 셰일 알코스사암          | ~2500                               |  |
|                       | 하 양 층 군 | 대구층 (Kt)                   | 이암 셰일 사암                  | 2000                          | 대구층 (Kt)                                   | 이암 셰일 사암                                | 2000                                          | 대구층 (Kt)                    | 이암 셰일 사암                 | 2000                           | 진동층 (Kjd)                           | 암회색 셰일 사질 셰일 알코스사암                                              | 1500~                                  | 반야월층 (Ksbw)                                             | 녹회색 내지 암회색 셰일 이암        | 1100                                | -                           | -                                                                                         | -                           | 진동층 (Kjd)                        | 암회색 내지 흑색 셰일 사질 셰일 녹회색 셰일 알코스사암          | ~2500                               |  |
|                       | 하 양 층 군 | 대구층 (Kt)                   | 이암 셰일 사암                  | 2000                          | 대구층 (Kt)                                   | 이암 셰일 사암                                | 2000                                          | 대구층 (Kt)                    | 이암 셰일 사암                 | 2000                           | 함안층 (Kha)                           | 자색 셰일 이암 사질 셰일 녹회색 사암 암회색 셰일 실트스톤 역질 사암 사질 역암 | 1300~1400                              | 함안층 (Ksh)                                                | 담녹색 셰일 자색 셰일 이암          | 측정 불가                           | -                           | -                                                                                         | -                           | 함안층 (Ksh)                        | 자색 셰일 사질 셰일 녹회색 사암 셰일 이암 실트스톤              | 1500                                |  |
|                       | 하 양 층 군 | -                             | -                               | -                             | 학봉 분암층 (Kkb)                             | 응회암 사암 분암                              | ~250                                          | -                              | -                              | -                              | -                                      | -                                                                             | -                                      | -                                                           | -                                   | -                                   | -                           | -                                                                                         | -                           | -                                   | -                                                               | -                                   |  |
|                       | 하 양 층 군 | 신라 역암층 (Ksg)             | 역암                            | 200~600                       | 신라 역암층 (Ksr)                             | 역암                                          | 200~600                                       | -                              | -                              | -                              | 신라 역암층 (Ksg)                      | 역암 역질 사암 사암 이암 사질 셰일 회색 셰일                                  | 550                                    | -                                                           | -                                   | -                                   | -                           | -                                                                                         | -                           | 신라 역암층 (Ksg)                   | 역암 역질 사암 사질 역암 사암 이암 사질 셰일 회색 셰일          | 100~                                |  |
|                       | 하 양 층 군 | 칠곡층 (Kcg)                  | 이암 셰일 사암                  | 550~950                       | 칠곡층 (Ksk)                                  | 이암 셰일 사암                                | 550~950                                       | -                              | -                              | -                              | 칠곡층 (Kcg)                           | 자색 셰일 이암 사암 사질 셰일 역암 역질 사암                                  | 450~500                                | -                                                           | -                                   | -                                   | -                           | -                                                                                         | -                           | 칠곡층 (Kcg)                        | 사암 자색 셰일 이암 암회색 셰일 역암 등                         | 250~                                |  |
|                       |             |                               |                                 |                               |                                               |                                               |                                               |                                |                                |                                |                                        |                                                                               |                                        |                                                             |                                     |                                     |                             |                                                                                           |                             |                                     |                                                                 |                                     |  |
|                       | 신 동 층 군 | 진주층 (Kji)                  | 회색 사암 이암 셰일 사질 셰일   | 1000                          | 진주층 (Ks)                                   | 이암 셰일 사암 역암 무연탄                    | 1000                                          | -                              | -                              | -                              | 진주층 (Kji)                           | 회색 사암 이암 암회색 내지 흑색 셰일 사질 셰일 역질 사암                      | 1200                                   | -                                                           | -                                   | -                                   | -                           | -                                                                                         | -                           | 동명층 (Kdm)                        | 회색 사암 셰일 이암 흑색 내지 암회색의 셰일 사질 셰일 역질 사암 | 950                                 |  |
|                       | 신 동 층 군 | 하산동층 (Kha)                | 이암 셰일 사암 역암             | 1300                          | 하산동층 (Kk)                                 | 이암 셰일 사암 역암                           | 1300                                          | -                              | -                              | -                              | 하산동층(Kh)                           | 이암 셰일 사암                                                                | 700~800                                | -                                                           | -                                   | -                                   | -                           | -                                                                                         | -                           | 하산동층(Kha)                       | 이암 셰일 사암 역암                                             | 250~                                |  |
|                       | 신 동 층 군 | 낙동층 (Kna)                  | 암회색 이암 사암 셰일 갈색 역암 | -                             | -                                             | -                                             | -                                             | -                              | -                              | -                              | 낙동층 (Kna)                           | 암회색 이암 사암 셰일 갈색 역암                                               | 700~800                                | -                                                           | -                                   | -                                   | -                           | -                                                                                         | -                           | -                                   | -                                                               | -                                   |  |

- 함안층은 대구층 하부에, 반야월층은 대구층 상부에 대비된다.
- 경산도폭의 함안층은 그 하부가 도폭 내에 없기 때문에 지층 두께를 측정할 수 없다.

## 단층

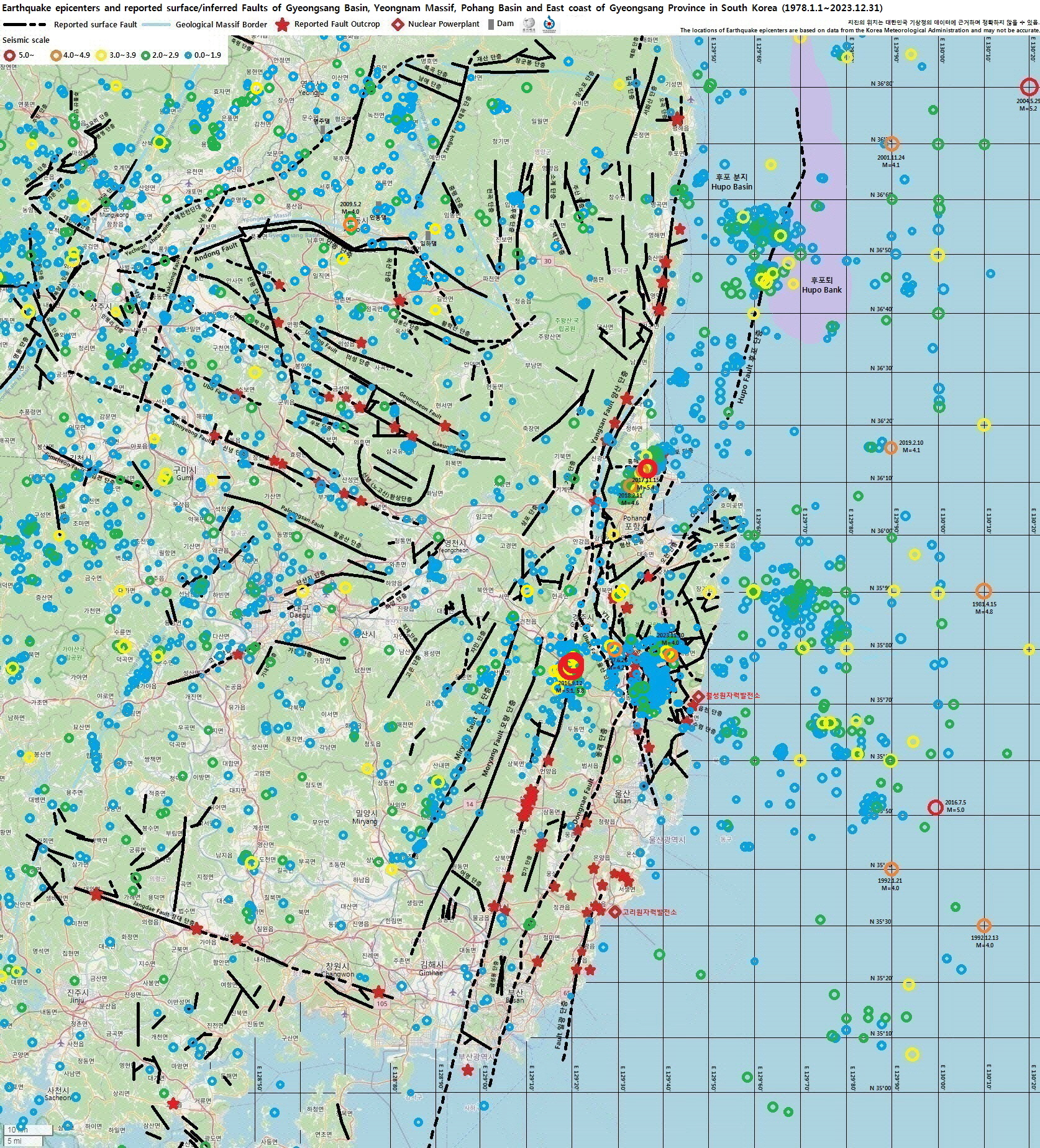
경상 분지 한가운데에 위치한 가음 단층대의 모습

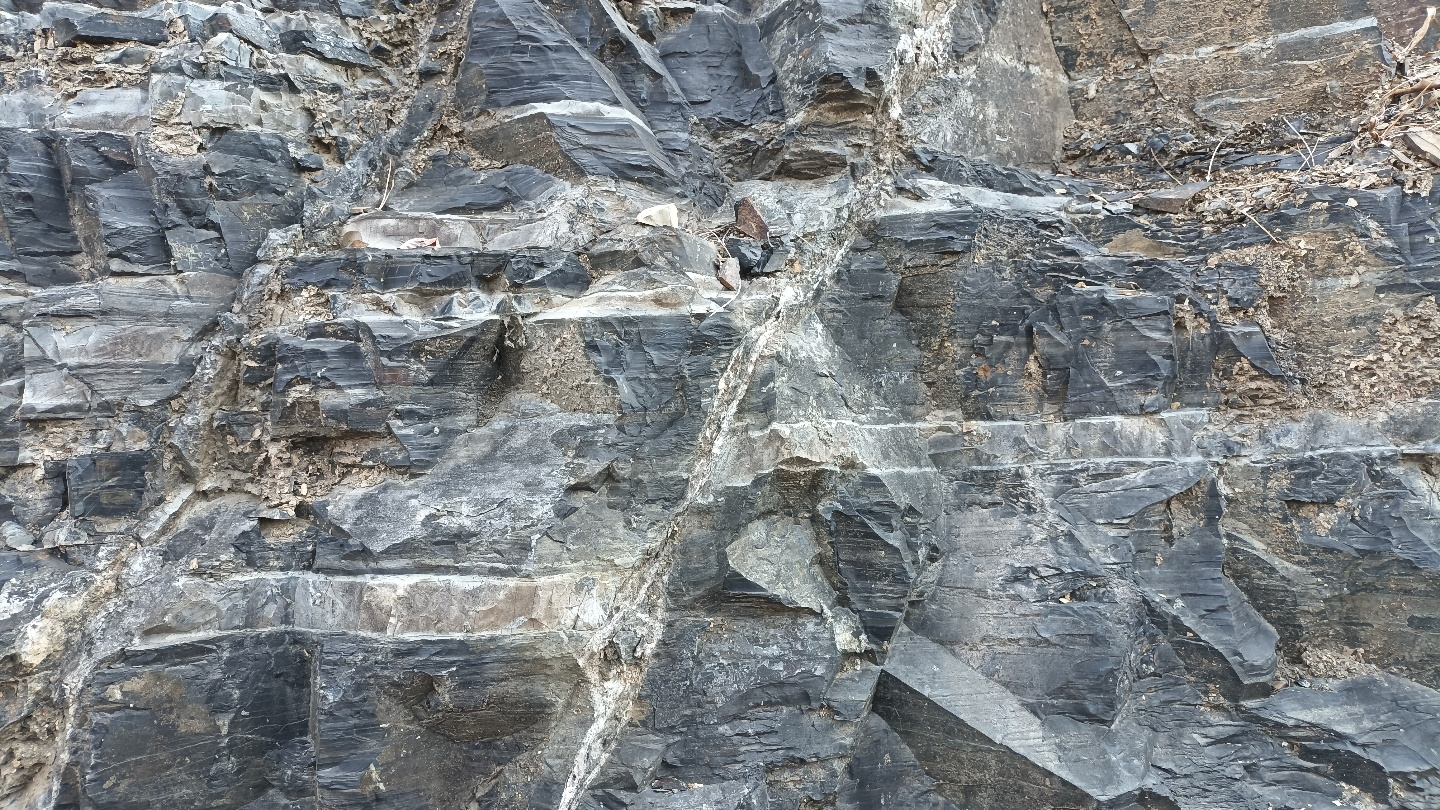
반야월층의 정단층

대구광역시 시가지에는 대규모 단층은 없고 않고 달성 단층, 가창 단층과 기내미 단층 등의 연장 10 km 내외의 소규모 단층들만이 존재한다. 군위군에는 경상 분지에 발달하는 대규모 단층대 가음 단층대의 일부인 신령 단층과 군위 단층이 통과한다.

### 가음 단층대
경상북도 의성군과 대구광역시 군위군에는 가음 단층을 위시하여 일련의 서북서-동남동 주향의 단층들이 발달하며 이들을 가음 단층계 또는 가음 단층대라 부른다. 가음 단층대 중 일부가 대구광역시 군위군을 서북서-동남동 주향으로 지나간다.

#### 우보 단층
우보 단층은 두 부분으로 나누어져 있는데, 하나는 대구광역시 군위군 소보면과 구미시 도개면을 지나 서북서 방향으로 약 20 km 연장되며, 백악기 불국사 화강암과 신동층군을 절단하고 있다. 다른 하나는 군위군 의흥면과 우보면을 지나 서북서 방향으로 약 10 km 이상 연장되며 상부 신동층군과 하부 하양층군을 절단한다.

#### 군위 단층
군위 단층은 대구광역시 군위군 우보면과 군위읍 일원의 신동층군과 하양층군을 가로질러 약 7 km 연장된다. 우보 단층(II) 주변부와 함께 군위 단층 인근에는 서북서와 북북동 방향, 동북동 내지 동-서의 전단 단열들이 발달한다.

#### 신녕 단층
신녕 단층은 팔공산 북쪽, 경상북도 영천시 신녕면에서 대구광역시 군위군을 거쳐 상주시 공성면까지 약 70 km 연장되는 대규모의 서북서 방향 단층이다. 대구광역시 군위군 내 3개 지점에 단층의 노두가 드러나 있다.

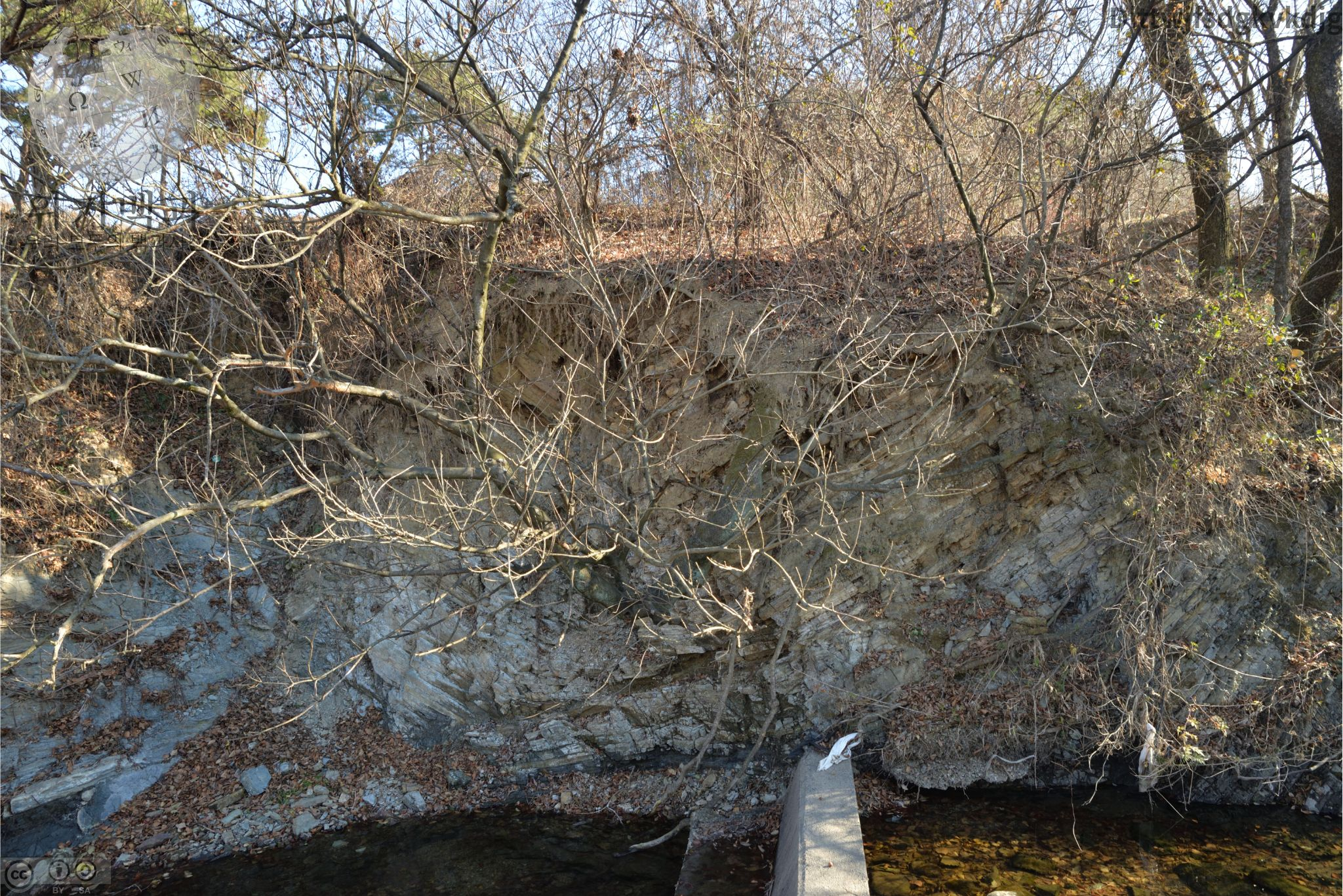
가음 단층대 신녕 단층 SN-2 노두

군위군 산성면 백학리 지점(북위 36° 04′ 28.24″ 동경 128° 42′ 23.83″ / 북위 36.0745111°  동경 128.7066194° )은 천영범(2018)에 의해 SN-2 노두로 명명되었다. 산성면 백학리의 지방도 제919호선(치산효령로)에는 매점휴게소(도로명주소: 치산효령로 881)와 SK주유소(도로명주소: 치산효령로 824) 사이에 직선으로 뻗은 구간이 있고 그 중간 도로변에 회색 컨테이너가 있으며 그 앞으로 이름 없는 하천이 도로 밑으로 지나는데 이곳에 SN-2 노두가 드러나 있다. 이 단층은 경상 누층군 점곡층의 사암을 절단하며 주 단층면의 주향은 북서 87°, 경사는 남서 72°이다. 주 단층면의 단층핵은 두께 1 m 이내고 2~3 cm 두께의 단층비지대와 단층각력대로 구성된다. 주 단층에서 남쪽으로 약 1 m 떨어진 지점에는 주향 북서 38°, 경사 남서 88°의 소규모 단층이 있는데 이 단층은 모든 지층을 절단하지 못하고 퇴적암의 층리(주향 북동 73°, 경사 북서 27°)를 따라 수렴하는 모습을 보인다. 단층에 인접한 점곡층 지층은 단층 북쪽 지괴에서 주향 북동 50°, 경사 북동 10°의 일정한 자세를 보이나 남쪽 지괴에서는 단층면에서 멀어질수록 경사가 남서→북동으로 변하며 수 미터 진폭의 완만한 습곡을 형성한다. 주 단층면의 운동 감각은 SN-1 노두와 동일한 북동-남서 방향의 압축 응력을 지시한다.
| 위치                        | 좌표                                                                          | 지질                      | 주향     | 경사      | 성향            | 단층핵   | ESR 연대측정값 | 비고      |        |
| 군위군                      | 군위군                                                                        | 군위군                    | 군위군   | 군위군    | 군위군          | 군위군   | 군위군         | 군위군    | 군위군 |
| --------------------------- | ----------------------------------------------------------------------------- | ------------------------- | -------- | --------- | --------------- | -------- | -------------- | --------- | ------ |
| 군위군 산성면 백학리 (SN-2) | 북위 36° 04′ 28.24″ 동경 128° 42′ 23.83″ / 북위 36.0745111° 동경 128.7066194° | 경상 누층군 점곡층 사암   | 북서 87° | 남서 ~72° | 좌수향 주향이동 | 1 m 이내 | -              |           |        |
| 군위군 부계면 명산리 (SN-3) | 북위 36° 05′ 57.75″ 동경 128° 38′ 09.12″ / 북위 36.0993750° 동경 128.6358667° | 경상 누층군 일직층 사암   |          |           |                 |          | -              | 노출 불량 |        |
| 군위군 효령면 장군리 (SN-4) | 북위 36° 07′ 50.38″ 동경 128° 33′ 29.62″ / 북위 36.1306611° 동경 128.5582278° | 경상 누층군 하산동층 사암 | 북서 79° | 고각      | 좌수향 주향이동 |          | -              |           |        |

### 가창 단층
가창 단층(嘉昌 斷層)은 달성 광산 백악갱 부근에서 시작하여 북서 80°의 주향으로 가창면 용계리와 가창댐, 앞산터널을 지나 상인동까지 이어진다. 확인된 총 연장은 12 km이다. 도원동-상인동의 달비골과 달성 광산이 위치하는 계곡은 모두 이 단층에 의해 형성된 단층 계곡이다.

### 기내미 단층
기내미 단층은 옥포읍 반송리와 기세리의 경계에 소재한 기산(276.6 m)에서 달서구 대곡동까지 이어지는 북동 20°주향의 수직 단층이다.

### 팔공산 단층
팔공산 단층은 대구 북부의 팔공산 화강암체를 절단하며 서북서 방향으로 발달한다. 단층면은 서북서 방향의 주향에 북으로 고각 경사하는 양상을 보인다. 단층면 상에서 관찰되는 단층조선은 주향 이동 운동을, 단층면 상에서의 운동감각은 좌수향 주향이동을 지시한다. 이 단층은 동구 송정동에서 신령동, 용수동, 능성동으로 이어지며 그 남쪽과 북쪽 지괴가 2 km 정도 어긋나 있는데, 북쪽 지괴는 서쪽, 남쪽 지괴는 동쪽으로 이동하여 변위된 좌수향 주향이동 단층이다.

### 단산지 단층
단산지 단층은 환성산 부근에서 대구광역시 동구 봉무동의 단산저수지를 지나 금호강 지하로 이어지는 대략 동-서 방향의 단층이다. 단산지 단층은 팔공산 화강암체 내에 발달한 파쇄대에 의해 발견된 단층으로 이 화강암을 절단하고 있다. 이 단층은 팔공산 화강암체를 주향 이동시키고 있으나 금호강 바닥 아래에서 약 600 m로 추정되는 낙차를 보이는 정단층이며 학봉 반암층을 반복시킨다. 단산지 단층이 절단한 가장 젊은 암석은 그 관입 시기가 82 Ma로 추정되는 팔공산 화강암체로 단산지 단층의 운동 시기는 백악기 후세 상파뉴절(Campanian) 이후이다. 학봉 반암층은 원래 두께가 400 m로 측정되었으나 금호강 밑에 숨어 있는 이 단층에 의해 지층이 반복된다는 사실이 밝혀져 지층의 두께는 200 m로 정정되었다.

### 하양 단층
하양 단층은 타테이와 이와오(1929)에 의해 추정 단층으로 처음 보고되었으며 안심역 부근에서 경산시 하양읍을 지나 영천시까지, 금호강을 따라 북동-남서 방향으로 연장되는 정단층이다. 단층의 남동쪽 지괴의 지층은 구산동 응회암보다 상위의 지층으로 하양 단층이 남동쪽을 낙하시킨 정단층임을 지시한다.

### 달성 단층
달성 단층은 대구 분지 남쪽 경계를 이루는 지형 요소이다. 달성군 논공읍에서 국도 제26호선의 선형과 거의 일치하는 북동 주향을 보인다. 달서구-달성군 지역에 대한 지형분석 결과, 몇 개의 하안단구면이 확인되는데 고하상선(paleo-shore line)을 살필 때 현재의 하상 부근에 형성된 단구면을 1단구라 한다면 이를 포함하여 3개의 단구면이 상정된다. 달서구-달성군 지역에 대한 지형분석 결과, 몇 개의 하안 단구면이 확인되는데 고하상선(paleo-shore line)을 볼 때 현재의 하상 부근에 형성된 단구면을 1단구라 한다면 이를 포함하여 3개의 단구면이 상정된다. 3단구면은 달성 단층과 이에 평행 단층에 의해 변위된 양상을 보여준다. 달성 단층은 좌수향의 주향이동 그리고 남동쪽 지괴가 상승한 형태의 특성을 보여준다. 고령군 성산면에 동북동 주향으로 발달하는 고령 단층이 달성 단층의 분절(segment)이라면 이 단층은 고령군에서 대구 분지 중심부까지 이어지는 다소 긴 단층이다.

### 기타
대구광역시 달성군 옥포면 면사무소 부근의 도로 사면 절개지에서는 완만한 경사를 보이는 경상 누층군의 니질암(泥質巖)을 자르는 동-서 내지 동북동 방향의 단층면이 잘 관찰된다. 단층면상에서 관찰되는 단층조선은 거의 수평으로 주향이동운동의 존재를 지시한다. 단층면에서 관찰되는 단층감각은 좌수향 주향이동이 우세하고 역단층 성분도 있다.

## 지질 재해

### 산사태
2023년 7월 5일 아침에 대구광역시 군위군 효령면 불로리의 상주영천고속도로 불로터널 인근에서 산사태가 발생하여 700톤에 이르는 하산동층의 암석과 흙이 고속도로 하행선을 완전히 가로막았다. 이 사고로 1명이 부상을 당했다. 해당 지역은 중생대 퇴적암 지층인 경상 누층군 하산동층이 분포하는 곳이며 산사태는 하산동층의 암회색 지층이 드러난 사면에서 발생하여 암석이 무너져 내렸다.

### 지진
아래는 대구광역시에서 발생한 대구광역시에서 발생한 지진의 목록이다. 가장 큰 지진은 1985년 6월 20일 대구 북구 북동쪽 2 km 지점에서 발생한 규모 3.3의 지진이다. 
| 날짜             | 진원                     | 위치            | 좌표                                                  | 규모     | 깊이 (km) | MMI      | 지표 지질   | 최근방 단층 (이격거리)         |
| 1980년대         | 1980년대                 | 1980년대        | 1980년대                                              | 1980년대 | 1980년대  | 1980년대 | 1980년대    | 1980년대                       |
| ---------------- | ------------------------ | --------------- | ----------------------------------------------------- | -------- | --------- | -------- | ----------- | ------------------------------ |
| 1984년 11월 9일  | 달성군 서남서쪽 6km      | 화원읍 천내리   | -                                                     | 2.4      | -         | -        | 함안층      | 달성 단층, 기내미 단층 (2.4km) |
| 1985년 6월 20일  | 북구 북동쪽 2km          | 산격동 연암공원 | -                                                     | 3.3      | -         | -        | 학봉 현무암 | 단산지 단층                    |
| 1990년대         |                          |                 |                                                       |          |           |          |             |                                |
| 1995년 4월 30일  | 수성구 남동쪽 9km        | 수성구 욱수동   | -                                                     | 2.5      | -         | -        | 반야월층    | 가창 단층 (1.1km)              |
| 1997년 10월 11일 | 대구 동구 동북동쪽 6km   | 동구 둔산동     | -                                                     | 3.2      | -         | -        | 대구층      | 하양 단층 (<5km)               |
| 2000년대         |                          |                 |                                                       |          |           |          |             |                                |
| 2003년 9월 24일  | 달성군 서남서쪽 6km      | 화원읍 명곡리   | -                                                     | 2.3      | -         | -        | 반야월층    | 달성 단층, 기내미 단층 (2.4km) |
| 2010년대         |                          |                 |                                                       |          |           |          |             |                                |
| 2011년 4월 3일   | 달성군 남남서쪽 7km      | 화원읍 본리리   | 북위 35° 46′ 동경 128° 32′ / 북위 35.77° 동경 128.53° | 2.7      | -         | -        | 화강반암    | 기내미 단층 (1.3km)            |
| 2012년 6월 12일  | 수성구 동북동쪽 4km      | 수성구 고모동   | 북위 35° 52′ 동경 128° 40′ / 북위 35.87° 동경 128.67° | 2.2      | -         | -        | 대구층      | 하양 단층 (<8km)               |
| 2014년 3월 1일   | 북구 북서쪽 5km          | 북구 태전동     | 북위 35° 55′ 동경 128° 33′ / 북위 35.92° 동경 128.55° | 1.2      | 16        | -        | 칠곡층      |                                |
| 2014년 3월 11일  | 달성군 서북서쪽 9km 지역 | 다사읍 매곡리   | 북위 35° 52′ 동경 128° 28′ / 북위 35.86° 동경 128.47° | 2.7      | 12        | -        | 신라 역암층 |                                |
| 2014년 6월 15일  | 동구 북쪽 10km 지역      | 동구 연경동     | 북위 35° 58′ 동경 128° 37′ / 북위 35.97° 동경 128.62° | 2.3      | 19        | -        | 칠곡층      |                                |
| 2014년 6월 18일  | 동구 북쪽 4km 지역       | 동구 도동       | 북위 35° 55′ 동경 128° 40′ / 북위 35.91° 동경 128.66° | 2.1      | 10        | -        | 대구층      |                                |
|                  |                          |                 |                                                       |          |           |          |             |                                |
|                  |                          |                 |                                                       |          |           |          |             |                                |

## 광산과 지하자원
석영몬조나이트(Kqm)와 규장암질 암맥의 관입 접촉부에는 흔히 변질대가 형성되어 곳에 따라서 광염(鑛染)된 곳도 발견되나 광산으로 가행된 것은 열수교대광상인 달성 광산 뿐이다.

### 달성 광산
달성 광산은 달성군 가창면 상원리 일대인 북위 35° 47′ 31″ 동경 128° 38′ 08″ / 북위 35.79194°  동경 128.63556° 에 위치한다. 본 광상은 동, 중석의 열수 광상으로 각력화된 변질 안산암의 각력 간의 열극(裂隙)을 충전하고 있는 석영맥 속에 포함되어 있다. 광체 부근의 모암은 열수 변질을 받아 견운모화 및 규화(珪化) 안산암을 비롯하여 프로필라이트 안산암으로 변해 있어 일종의 열수 변질대를 형성하고 있다. 운광암(雲鑛巖; 광상 생성의 원인이 되었거나 그 원인이 되는 화성암)은 주산안산암질암(Kan)을 관입한 석영몬조나이트(Kqm)로 생각된다. 일반적으로 중석 광상을 비롯하여 비스무트 및 대부분의 동 광상은 기성 광상이나 달성 광산은 갱내에서 그리고 지표 변질대에 있어서 기성 변질의 증거는 거의 없고 대체로 열수 변질을 받았으므로 광화 용액에 의한 것임이 틀림없다. 흑중석, 황철석, 황동석, 휘수연석, 회중석 등의 광석이 발달한다.
달성 광산 주변의 지질은 안산암질암과 관입안산암질각력암으로 구성되며 후자는 안산암질암의 각력대나 파쇄대 또는 이를 각력화시키면서 생성된 관입각력(Intrusive breccia)이다. 두 암석은 몬조나이트의 관입에 의해 그 접촉부에서 심하게 변질작용을 받아 대상(帶狀)의 변질대가 형성되었다. 북서 70°주향의 단층은 지표와 갱내에서도 관찰되며 주 광체를 횡단하고 남서쪽으로 65°경사한다. 지표에서의 관찰에 의하면 단층 북측이 서쪽으로, 남측이 동쪽으로 이동하였고 수평 변위량은 200 m이다. 이 북서 70°주향의 단층 생성을 전후하여 2회의 광화작용이 있었음이 확인되었다.

### 달성 광산의 오염
달성광산은 텅스텐, 구리, 금, 은 등을 채광하다 1994년에 폐광되었으며 폐광 이후, 매립된 폐석과 갱내로부터 나오는 침출수로 인하여 주변 수계와 토양이 오염되어 있으며 다만 신천은 오염되지 않았다. 이재영 외(1993)는 폐수로 부근과 대구광역시 시내를 통과하는 신천 하류에서 채수하여 분석한 결과 수소이온농도는 광산지대가 pH 3.6~5.2 이나, 신천 하류는 pH 6.9~7.4의 중성이며 주택지에서 나오는 생활하수로 인한 오염을 제외하면 별다른 오염은 없다. 신천 상류에서 달성 광산에서 나온 폐수가 유입됨에도 불구하고 하류에 그 영향이 없는 이유는 신천 상류 지역의 화강반암에 의해 중금속이 중화, 침전, 흡착되고 하류 지역에서는 경상 누층군 반야월층과 함안층에 석회질, 점토질 성분이 포함되어 있어 대부분의 중금속이 침전, 흡착되기 때문인 것으로 추정된다. 같은 이유로 대구광역시 중심부의 지하수에서도 달성 광산 폐수의 영향이 거의 나타나지 않는다. 김경웅 외(1996)의 조사 결과 토양에 존재하는 중금속의 함량이 타 지역보다 높고 특히 광산 폐수가 유출되는 지역에서 비소 1760 μg/g, 구리 2060 μg/g, 납 1120 μg/g, 아연 346 μg/g에 달했다.
폐광 이후 광산에서 나오는 산성 배수로 인한 오염물의 배출을 방지하기 위해 1995년 지표에 노출된 공동이 매립되고 1998년 달성군 가창면 상원리 488 지역에 5개의 소택지가 설치되었다. 갱내에서 나오는 유출수가 한 군데로 모이는 산성광산배수 정화처리시설의 경우 약 1 m 두께로 침전물이 쌓여 있으며 침전된 지 오래된 하부의 침전물은 대개 침철석(針鐵石)화되어 있고 상부는 산성광산 배수에서 흔히 발견되는 침전광물 슈베르트마나이트로 구성된다. 그러나 이지은 외(2003)의 연구 결과 소하천은 폐광 후 황철석의 산화에 의한 침출수의 영향으로 pH 4.0~5.9의 낮은 수소이온농도와 높은 전기전도도를 보이며 심하게 오염되어 있다. 정화처리시설을 거쳐 흘러나오는 갱내 유출수는 침출수보다 훨씬 낮은 pH 2.8~3.4의 수소이온농도 값을 보였으며 침출수에 비하여 1.6~145배 높은 전기전도도와 중금속이온 농도를 보이고 있어 정화처리시설을 거쳐도 거의 정화가 되지 않는 것으로 드러났다. 갱내 유출수에서 나온 이온의 농도는 철 74~222 ppm, 알루미늄 18~19 ppm, 황산 이온 2122~2176 ppm, 나트륨 26.7~31.4 ppm, 칼슘 396.8~465.1 ppm, 마그네슘 178.7~204.8 ppm, 망가니즈 89.7~102.9 ppm, 아연 19.85~22.76 ppm, 구리 10.17~8.82 ppm이다.
변현숙 외(2017)는 달성광산 주변 하천에서 중금속 제거 실험을 하였는데 조사 결과 침전물 시료를 채취한 달성광산 주변 하천은 폐광산에서 전형적으로 나타나는 황색, 적갈색, 붉은색의 침전물이 침전되어 있으며 '외관상으로도 매우 심각하게 오염된 상태'라고 보고하였다. 시료에서는 1리터당 비소 1.00 mg, 카드뮴 1.41 mg가 나왔다.

## 같이 보기
- 한국의 지질
- 경상 분지
- 팔공산